# Lista de corporações de bombeiros de Portugal
Esta é uma lista de corporações de bombeiros de Portugal, instituições que prestam uma variedade de serviços de proteção civil, desde logo o combate a incêndios, e que como tal se encontram registadas na Wikidata (Q6498663), não sendo portanto a lista exaustiva das corporações de bombeiros existentes em Portugal.
Bombeiros são pessoas que, de forma profissional ou voluntária, integrando um corpo de bombeiros, se dedicam à proteção de vidas humanas e bens em perigo, mediante a prevenção e extinção de incêndios, o socorro de feridos, doentes ou náufragos e ainda a prestação de outros serviços afins.
Os corpos de bombeiros são um dos agentes da proteção civil de acordo com a lei portuguesa, sendo a proteção civil a atividade desenvolvida por entidades públicas e privadas com a finalidade de prevenir riscos coletivos inerentes a situações de acidente grave ou catástrofe, de atenuar os efeitos destes eventos e proteger e socorrer as pessoas e bens em perigo quando aqueles eventos ocorrem.
Esta lista está ordenada por ordem da data de fundação de cada corporação de bombeiros. Na primeira coluna, a designação da corporação de bombeiros em itálico significa que não existe artigo na Wikipédia  sobre essa corporação, existindo apenas a ficha (elemento/item/objecto) Wikidata.
| Designação | Data de fundação        | Localizado na freguesia de                                                                                         | Município de                | Coordenadas Geográficas      | Imagem |
| --- | ----------------------- | --- | --------------------------- | ---------------------------- | ------ |
| Bombeiros Sapadores de Coimbra                                                                                     | 13 de março de 1781     | Coimbra (Sé Nova, Santa Cruz, Almedina e São Bartolomeu)                                                           | Coimbra                     | 40° 11′ 38″ N, 8° 24′ 48″ O  |        |
| Bombeiros Voluntários de Paço de Arcos                                                                             | 30 de outubro de 1893   | Oeiras e São Julião da Barra, Paço de Arcos e Caxias                                                               | Oeiras                      | 38° 42′ 21″ N, 9° 17′ 46″ O  |        |
| Bombeiros Voluntários do Porto                                                                                     | 25 de agosto de 1875    | Cedofeita, Santo Ildefonso, Sé, Miragaia, São Nicolau e Vitória                                                    | Porto                       | 41° 08′ 55″ N, 8° 36′ 35″ O  |        |
| Regimento de Sapadores Bombeiros de Lisboa                                                                         | 2 de setembro de 1395   | Estrela | Lisboa                      | 38° 42′ 36″ N, 9° 09′ 13″ O  |        |
| Associação Humanitária dos Bombeiros Voluntários do Concelho de Soure                                              | 19 de novembro de 1890  | Soure | Soure                       | 40° 03′ 37″ N, 8° 37′ 30″ O  |        |
| Corpo de Bombeiros Municipais de Leiria                                                                            | 1 de janeiro de 1940    | Leiria, Pousos, Barreira e Cortes                                                                                  | Leiria                      | 39° 44′ 28″ N, 8° 48′ 01″ O  |        |
| Associação Humanitária de Bombeiros Voluntários de Castelo Branco                                                  | 10 de maio de 1932      | Castelo Branco | Castelo Branco              | 39° 49′ 09″ N, 7° 30′ 16″ O  |        |
| Associação Humanitária de Bombeiros Voluntários do Fundão                                                          | 23 de maio de 1927      | Fundão, Valverde, Donas, Aldeia de Joanes e Aldeia Nova do Cabo                                                    | Fundão                      | 40° 08′ 34″ N, 7° 29′ 50″ O  |        |
| Associação Humanitária dos Bombeiros Voluntários da Covilhã                                                        | 21 de junho de 1875     | Covilhã e Canhoso                                                                                                  | Covilhã                     | 40° 17′ 02″ N, 7° 30′ 23″ O  |        |
| Associação Humanitária dos Bombeiros Voluntários da Sertã                                                          | 24 de agosto de 1981    | Sertã | Sertã                       | 39° 48′ 50″ N, 8° 05′ 30″ O  |        |
| Associação Humanitária dos Bombeiros Voluntários de Cernache do Bonjardim                                          | 19 de abril de 1949     | Cernache do Bonjardim, Nesperal e Palhais                                                                          | Sertã                       | 39° 48′ 50″ N, 8° 11′ 29″ O  |        |
| Associação Humanitária dos Bombeiros Voluntários de Idanha-a-Nova                                                  | 7 de outubro de 1948    | Idanha-a-Nova e Alcafozes                                                                                          | Idanha-a-Nova               | 39° 55′ 19″ N, 7° 14′ 28″ O  |        |
| Associação Humanitária dos Bombeiros Voluntários de Oleiros                                                        | 24 de janeiro de 1938   | Oleiros-Amieira | Oleiros                     | 39° 55′ 12″ N, 7° 54′ 46″ O  |        |
| Associação Humanitária dos Bombeiros Voluntários de Penamacor                                                      | 25 de novembro de 1948  | Penamacor | Penamacor                   | 40° 10′ 11″ N, 7° 10′ 09″ O  |        |
| Associação Humanitária dos Bombeiros Voluntários de Proença-a-Nova                                                 | 1 de março de 1977      | Proença-a-Nova e Peral                                                                                             | Proença-a-Nova              | 39° 45′ 01″ N, 7° 55′ 22″ O  |        |
| Associação Humanitária dos Bombeiros Voluntários de Vila de Rei                                                    | 29 de junho de 1949     | Vila de Rei | Vila de Rei                 | 39° 40′ 38″ N, 8° 08′ 30″ O  |        |
| Associação Humanitária dos Bombeiros Voluntários de Vila Velha de Ródão                                            | 4 de março de 1954      | Vila Velha de Ródão                                                                                                | Vila Velha de Ródão         | 39° 39′ 36″ N, 7° 40′ 44″ O  |        |
| Associação de Bombeiros Voluntários de Alter do Chão                                                               | 9 de outubro de 1948    | Alter do Chão | Alter do Chão               | 39° 11′ 48″ N, 7° 39′ 39″ O  |        |
| Associação de Bombeiros Voluntários de Portalegre                                                                  | 18 de dezembro de 1898  | Sé e São Lourenço                                                                                                  | Portalegre                  | 39° 17′ 00″ N, 7° 25′ 53″ O  |        |
| Associação dos Bombeiros Voluntários de Monforte                                                                   | 13 de novembro de 1985  | Monforte | Monforte                    | 39° 03′ 12″ N, 7° 26′ 04″ O  |        |
| Associação Humanitária dos Bombeiros Voluntários de Crato                                                          | 18 de agosto de 1949    | Crato e Mártires, Flor da Rosa e Vale do Peso                                                                      | Crato                       |                              |        |
| Associação Humanitária de Bombeiros de Gavião                                                                      | 11 de dezembro de 1947  | Gavião e Atalaia                                                                                                   | Gavião                      | 39° 27′ 38″ N, 7° 55′ 58″ O  |        |
| Associação Humanitária dos Bombeiros Mistos de Castelo de Vide                                                     | 11 de agosto de 1915    | Santiago Maior | Castelo de Vide             | 39° 24′ 51″ N, 7° 27′ 24″ O  |        |
| Associação Humanitária de Bombeiros Voluntários de Arronches                                                       | 13 de dezembro de 1979  | Assunção | Arronches                   | 39° 07′ 15″ N, 7° 17′ 03″ O  |        |
| Associação Humanitária de Bombeiros Voluntários de Campo Maior                                                     | 22 de outubro de 1949   | São João Baptista                                                                                                  | Campo Maior                 | 39° 00′ 46″ N, 7° 03′ 48″ O  |        |
| Associação Humanitária de Bombeiros Voluntários de Sousel                                                          | 3 de junho de 1980      | Sousel | Sousel                      | 38° 57′ 22″ N, 7° 40′ 12″ O  |        |
| Associação Humanitária dos Bombeiros Voluntários Avisenses                                                         | 23 de maio de 1979      | Avis | Avis                        | 39° 03′ 19″ N, 7° 53′ 39″ O  |        |
| Associação Humanitária dos Bombeiros Voluntários de Elvas                                                          | 5 de maio de 1929       | Caia, São Pedro e Alcáçova                                                                                         | Elvas                       | 38° 52′ 13″ N, 7° 09′ 39″ O  |        |
| Associação Humanitária dos Bombeiros Voluntários de Fronteira                                                      | 24 de fevereiro de 1995 | Fronteira | Fronteira                   | 39° 02′ 57″ N, 7° 38′ 32″ O  |        |
| Associação Humanitária dos Bombeiros Voluntários de Marvão                                                         | 14 de maio de 2002      | Santo António das Areias                                                                                           | Marvão                      | 39° 24′ 50″ N, 7° 20′ 47″ O  |        |
| Associação Humanitária dos Bombeiros Voluntários de Nisa                                                           | 6 de maio de 1991       | Espírito Santo, Nossa Senhora da Graça e São Simão                                                                 | Nisa                        | 39° 30′ 53″ N, 7° 39′ 07″ O  |        |
| Associação Humanitária Bombeiros Voluntários de Ponte de Sôr                                                       | 1 de novembro de 1926   | Ponte de Sor, Tramaga e Vale de Açor                                                                               | Ponte de Sor                | 39° 15′ 09″ N, 8° 00′ 24″ O  |        |
| Associação Humanitária dos Bombeiros Voluntários de Celorico da Beira                                              | 7 de fevereiro de 1937  | Celorico (São Pedro e Santa Maria) e Vila Boa do Mondego                                                           | Celorico da Beira           | 40° 38′ 16″ N, 7° 23′ 19″ O  |        |
| Associação Humanitária de Bombeiros Voluntários de Aguiar da Beira                                                 | 3 de maio de 1954       | Aguiar da Beira e Coruche                                                                                          | Aguiar da Beira             | 40° 49′ 03″ N, 7° 32′ 14″ O  |        |
| Associação Humanitária de Bombeiros Voluntários de Famalicão da Serra                                              | 31 de outubro de 2006   | Famalicão | Guarda                      | 40° 26′ 29″ N, 7° 22′ 48″ O  |        |
| Associação Humanitária de Bombeiros Voluntários de Folgosinho                                                      | 8 de setembro de 1937   | Folgosinho | Gouveia                     | 40° 30′ 38″ N, 7° 30′ 56″ O  |        |
| Associação Humanitária de Bombeiros Voluntários de Gouveia                                                         | 4 de julho de 1904      | Gouveia | Gouveia                     | 40° 29′ 32″ N, 7° 35′ 35″ O  |        |
| Associação Humanitária de Bombeiros Voluntários de Manteigas                                                       | 14 de novembro de 1954  | Manteigas (Santa Maria)                                                                                            | Manteigas                   | 40° 24′ 13″ N, 7° 32′ 05″ O  |        |
| Associação Humanitária de Bombeiros Voluntários de Meda                                                            | 22 de julho de 1930     | Mêda, Outeiro de Gatos e Fonte Longa                                                                               | Mêda                        | 40° 58′ 04″ N, 7° 15′ 41″ O  |        |
| Associação Humanitária dos Bombeiros Voluntários de Melo                                                           | 28 de fevereiro de 1936 | Melo e Nabais | Gouveia                     | 40° 31′ 07″ N, 7° 32′ 04″ O  |        |
| Associação Humanitária de Bombeiros Voluntários do Sabugal                                                         | 7 de agosto de 1895     | Sabugal e Aldeia de Santo António                                                                                  | Sabugal                     | 40° 20′ 58″ N, 7° 05′ 23″ O  |        |
| Associação Humanitária de Bombeiros Voluntários de São Romão                                                       | 21 de novembro de 1958  | Seia, São Romão e Lapa dos Dinheiros                                                                               | Seia                        | 40° 24′ 16″ N, 7° 42′ 58″ O  |        |
| Associação Humanitária de Bombeiros Voluntários de Vila Franca das Naves                                           | 16 de setembro de 1996  | Vila Franca das Naves e Feital                                                                                     | Trancoso                    | 40° 43′ 15″ N, 7° 15′ 52″ O  |        |
| Associação Humanitária de Bombeiros Voluntários de Vila Nova de Tázem                                              | 16 de março de 1965     | Vila Nova de Tazem                                                                                                 | Gouveia                     | 40° 30′ 12″ N, 7° 42′ 07″ O  |        |
| Associação Humanitária dos Bombeiros Voluntários de Soito                                                          | 5 de junho de 1981      | Souto | Sabugal                     | 40° 21′ 22″ N, 6° 57′ 19″ O  |        |
| Associação Humanitária dos Bombeiros Voluntários Egitanienses                                                      | 5 de agosto de 1876     | Guarda | Guarda                      | 40° 32′ 08″ N, 7° 17′ 22″ O  |        |
| Associação Humanitária de Bombeiros Voluntários Figueirenses                                                       | 19 de setembro de 1937  | Figueira de Castelo Rodrigo                                                                                        | Figueira de Castelo Rodrigo | 40° 53′ 53″ N, 6° 57′ 55″ O  |        |
| Associação Humanitária dos Bombeiros Voluntários de Almeida                                                        | 27 de novembro de 1932  | Almeida | Almeida                     | 40° 43′ 35″ N, 6° 54′ 15″ O  |        |
| Associação Humanitária dos Bombeiros Voluntários de Fornos de Algodres                                             | 3 de dezembro de 1948   | Fornos de Algodres                                                                                                 | Fornos de Algodres          | 40° 37′ 31″ N, 7° 32′ 03″ O  |        |
| Associação Humanitária dos Bombeiros Voluntários de Gonçalo                                                        | 24 de março de 1980     | Gonçalo | Guarda                      | 40° 24′ 55″ N, 7° 20′ 36″ O  |        |
| Associação Humanitária dos Bombeiros Voluntários de Loriga                                                         | 16 de abril de 1982     | Loriga | Seia                        | 40° 19′ 42″ N, 7° 41′ 23″ O  |        |
| Associação Humanitária dos Bombeiros Voluntários de Seia                                                           | 31 de maio de 1934      | Seia, São Romão e Lapa dos Dinheiros                                                                               | Seia                        | 40° 25′ 02″ N, 7° 42′ 20″ O  |        |
| Associação Humanitária dos Bombeiros Voluntários de Trancoso                                                       | 23 de maio de 1932      | Trancoso (São Pedro e Santa Maria) e Souto Maior                                                                   | Trancoso                    | 40° 45′ 48″ N, 7° 21′ 05″ O  |        |
| Associação Humanitária dos Bombeiros Voluntários de Vila Nova de Foz Côa                                           | 14 de janeiro de 1934   | Vila Nova de Foz Côa                                                                                               | Vila Nova de Foz Côa        | 41° 05′ 00″ N, 7° 08′ 21″ O  |        |
| Associação Humanitária dos Bombeiros Voluntários Pinhelenses                                                       | 28 de outubro de 1906   | Pinhel | Pinhel                      | 40° 46′ 23″ N, 7° 03′ 57″ O  |        |
| Associação Humanitária - Bombeiros Voluntários Reguengos de Monsaraz                                               | 25 de agosto de 1935    | Reguengos de Monsaraz                                                                                              | Reguengos de Monsaraz       | 38° 25′ 18″ N, 7° 32′ 09″ O  |        |
| Associação Humanitária de Bombeiros Voluntários de Alandroal                                                       | 25 de janeiro de 1980   | Alandroal (Nossa Senhora da Conceição), São Brás dos Matos (Mina do Bugalho) e Juromenha (Nossa Senhora do Loreto) | Alandroal                   | 38° 42′ 00″ N, 7° 24′ 03″ O  |        |
| Associação Humanitária de Bombeiros Voluntários de Borba                                                           | 28 de outubro de 1947   | Borba (Matriz) | Borba                       | 38° 48′ 12″ N, 7° 27′ 16″ O  |        |
| Associação Humanitária de Bombeiros Voluntários de Portel                                                          | 19 de dezembro de 1979  | Portel | Portel                      | 38° 18′ 22″ N, 7° 42′ 33″ O  |        |
| Associação Humanitária de Bombeiros Voluntários de Redondo                                                         | 26 de outubro de 1950   | Redondo | Redondo                     | 38° 38′ 59″ N, 7° 32′ 52″ O  |        |
| Associação Humanitária de Bombeiros Voluntários de Vila Viçosa                                                     | 27 de junho de 1937     | Nossa Senhora da Conceição e São Bartolomeu                                                                        | Vila Viçosa                 | 38° 46′ 08″ N, 7° 24′ 59″ O  |        |
| Associação Humanitária de Bombeiros Voluntários de Estremoz                                                        | 20 de agosto de 1933    | Estremoz (Santa Maria e Santo André)                                                                               | Estremoz                    | 38° 50′ 23″ N, 7° 35′ 05″ O  |        |
| Associação Humanitária dos Bombeiros Voluntários de Arraiolos                                                      | 1 de janeiro de 1934    | Arraiolos | Arraiolos                   | 38° 43′ 14″ N, 7° 59′ 18″ O  |        |
| Associação Humanitária dos Bombeiros Voluntários de Évora                                                          | 22 de outubro de 1882   | Évora (São Mamede, Sé, São Pedro e Santo Antão)                                                                    | Évora                       | 38° 34′ 03″ N, 7° 54′ 08″ O  |        |
| Associação Humanitária dos Bombeiros Voluntários de Montemor-o-Novo                                                | 10 de agosto de 1930    | Nossa Senhora da Vila, Nossa Senhora do Bispo e Silveiras                                                          | Montemor-o-Novo             | 38° 38′ 51″ N, 8° 12′ 56″ O  |        |
| Associação Humanitária dos Bombeiros Voluntários de Mora - Cruz Roxa                                               | 9 de janeiro de 1940    | Mora | Mora                        | 38° 56′ 39″ N, 8° 09′ 49″ O  |        |
| Associação Humanitária dos Bombeiros Voluntários de Mourão                                                         | 20 de outubro de 1978   | Mourão | Mourão                      | 38° 22′ 55″ N, 7° 20′ 45″ O  |        |
| Associação Humanitária dos Bombeiros Voluntários de Vendas Novas                                                   | 23 de março de 1926     | Vendas Novas | Vendas Novas                | 38° 40′ 35″ N, 8° 27′ 27″ O  |        |
| Associação Humanitária dos Bombeiros Voluntários de Viana do Alentejo                                              | 24 de junho de 1982     | Viana do Alentejo                                                                                                  | Viana do Alentejo           | 38° 20′ 14″ N, 8° 00′ 23″ O  |        |
| Associação Humanitária de Bombeiros Bombeiros Voluntários de Serpa                                                 | 18 de julho de 1979     | Serpa (Salvador e Santa Maria)                                                                                     | Serpa                       | 37° 56′ 55″ N, 7° 35′ 46″ O  |        |
| Associação Humanitária de Bombeiros Voluntários da Vidigueira                                                      | 29 de janeiro de 1986   | Vidigueira | Vidigueira                  | 38° 12′ 26″ N, 7° 48′ 13″ O  |        |
| Associação Humanitária de Bombeiros Voluntários de Aljustrel                                                       | 2 de fevereiro de 1949  | Aljustrel e Rio de Moinhos                                                                                         | Aljustrel                   | 37° 52′ 34″ N, 8° 09′ 54″ O  |        |
| Associação Humanitária de Bombeiros Voluntários de Almodôvar                                                       | 24 de outubro de 1977   | Almodôvar e Graça dos Padrões                                                                                      | Almodôvar                   | 37° 30′ 44″ N, 8° 03′ 25″ O  |        |
| Associação Humanitária de Bombeiros Voluntários de Beja                                                            | 12 de maio de 1889      | Beja (Santiago Maior e São João Baptista)                                                                          | Beja                        | 38° 00′ 35″ N, 7° 51′ 53″ O  |        |
| Associação Humanitária de Bombeiros Voluntários de Castro Verde                                                    | 9 de setembro de 1982   | Castro Verde e Casével                                                                                             | Castro Verde                | 37° 42′ 14″ N, 8° 05′ 05″ O  |        |
| Associação Humanitária de Bombeiros Voluntários de Ferreira do Alentejo                                            | 22 de novembro de 1960  | Ferreira do Alentejo e Canhestros                                                                                  | Ferreira do Alentejo        | 38° 03′ 35″ N, 8° 07′ 13″ O  |        |
| Associação Humanitária de Bombeiros Voluntários de Moura                                                           | 15 de outubro de 1947   | Moura (Santo Agostinho e São João Baptista) e Santo Amador                                                         | Moura                       | 38° 08′ 24″ N, 7° 27′ 22″ O  |        |
| Associação Humanitária de Bombeiros Voluntários de Odemira                                                         | 15 de outubro de 1935   | São Salvador e Santa Maria                                                                                         | Odemira                     | 37° 35′ 45″ N, 8° 38′ 01″ O  |        |
| Associação Humanitária de Bombeiros Voluntários de Ourique                                                         | 7 de dezembro de 1977   | Ourique | Ourique                     | 37° 39′ 09″ N, 8° 13′ 39″ O  |        |
| Associação Humanitária de Bombeiros Voluntários do Concelho de Alvito                                              | 18 de abril de 1950     | Alvito | Alvito                      | 38° 15′ 33″ N, 7° 59′ 40″ O  |        |
| Associação Humanitária dos Bombeiros Voluntários de Barrancos                                                      | 21 de janeiro de 1980   | Barrancos | Barrancos                   | 38° 07′ 50″ N, 6° 58′ 37″ O  |        |
| Associação Humanitária dos Bombeiros Voluntários de Cuba                                                           | 28 de maio de 1950      | Cuba | Cuba                        | 38° 10′ 11″ N, 7° 53′ 38″ O  |        |
| Associação Humanitária dos Bombeiros Voluntários de Mértola                                                        | 17 de abril de 1971     | Mértola | Mértola                     | 37° 38′ 27″ N, 7° 39′ 48″ O  |        |
| Vida por Vida - Associação Humanitária dos Bombeiros Voluntários de Vila Nova de Milfontes                         | 26 de maio de 2003      | Vila Nova de Milfontes                                                                                             | Odemira                     | 37° 43′ 51″ N, 8° 46′ 48″ O  |        |
| Associação Humanitária de Bombeiros Voluntários de Faro - Cruz Lusa                                                | 8 de janeiro de 1923    | Faro (Sé e São Pedro)                                                                                              | Faro                        | 37° 00′ 52″ N, 7° 56′ 08″ O  |        |
| Associação Humanitária de Bombeiros Voluntários de Lagoa                                                           | 15 de outubro de 1978   | Lagoa e Carvoeiro                                                                                                  | Lagoa                       | 37° 07′ 57″ N, 8° 26′ 59″ O  |        |
| Associação Humanitária de Bombeiros Voluntários de Portimão                                                        | 18 de novembro de 1926  | Portimão | Portimão                    | 37° 08′ 29″ N, 8° 32′ 35″ O  |        |
| Associação Humanitária de Bombeiros Voluntários de São Brás de Alportel                                            | 27 de agosto de 1927    | São Brás de Alportel                                                                                               | São Brás de Alportel        | 37° 09′ 08″ N, 7° 53′ 01″ O  |        |
| Associação Humanitária de Bombeiros Voluntários de São Bartolomeu de Messines                                      | 8 de março de 1977      | São Bartolomeu de Messines                                                                                         | Silves                      | 37° 15′ 34″ N, 8° 17′ 34″ O  |        |
| Associação Humanitária de Bombeiros Voluntários de Silves                                                          | 15 de maio de 1926      | Silves | Silves                      | 37° 11′ 13″ N, 8° 26′ 37″ O  |        |
| Associação Humanitária dos Bombeiros Voluntários de Albufeira                                                      | 25 de março de 1977     | Albufeira e Olhos de Água                                                                                          | Albufeira                   | 37° 05′ 30″ N, 8° 14′ 41″ O  |        |
| Associação Humanitária dos Bombeiros Voluntários de Alcoutim                                                       | 20 de agosto de 1984    | Alcoutim e Pereiro                                                                                                 | Alcoutim                    | 37° 28′ 06″ N, 7° 28′ 28″ O  |        |
| Associação Humanitária dos Bombeiros Voluntários de Aljezur                                                        | 21 de agosto de 1975    | Aljezur | Aljezur                     | 37° 19′ 05″ N, 8° 47′ 53″ O  |        |
| Associação Humanitária dos Bombeiros Voluntários de Lagos                                                          | 24 de julho de 1886     | São Gonçalo de Lagos                                                                                               | Lagos                       | 37° 05′ 45″ N, 8° 40′ 14″ O  |        |
| Associação Humanitária dos Bombeiros Voluntários de Monchique                                                      | 3 de agosto de 1933     | Monchique | Monchique                   | 37° 19′ 12″ N, 8° 33′ 14″ O  |        |
| Associação Humanitária dos Bombeiros Voluntários de Vila do Bispo                                                  | 27 de maio de 1982      | Vila do Bispo e Raposeira                                                                                          | Vila do Bispo               | 37° 04′ 52″ N, 8° 54′ 38″ O  |        |
| Associação Humanitária dos Bombeiros Voluntários de Vila Real de Santo António                                     | 15 de janeiro de 1890   | Vila Real de Santo António                                                                                         | Vila Real de Santo António  | 37° 11′ 32″ N, 7° 25′ 14″ O  |        |
| Bombeiros Municipais de Tavira                                                                                     | 21 de março de 1988     | Tavira (Santa Maria e Santiago)                                                                                    | Tavira                      | 37° 07′ 30″ N, 7° 39′ 17″ O  |        |
| Corpo de Bombeiros de Loulé                                                                                        | 1 de junho de 1927      | Loulé (São Clemente)                                                                                               | Loulé                       | 37° 07′ 55″ N, 8° 01′ 55″ O  |        |
| Corpo de Bombeiros Municipais de Olhão                                                                             | 29 de outubro de 1931   | Olhão | Olhão                       | 37° 01′ 59″ N, 7° 50′ 15″ O  |        |
| Corpo de Bombeiros Sapadores de Faro                                                                               | 26 de outubro de 1921   | Faro (Sé e São Pedro)                                                                                              | Faro                        | 37° 01′ 30″ N, 7° 55′ 26″ O  |        |
| Associação Humanitária de Bombeiros Voluntários de Alfândega da Fé                                                 | 22 de dezembro de 1933  | Alfândega da Fé | Alfândega da Fé             | 41° 20′ 36″ N, 6° 57′ 34″ O  |        |
| Associação Humanitária de Bombeiros Voluntários de Bragança                                                        | 30 de maio de 1890      | Sé, Santa Maria e Meixedo                                                                                          | Bragança                    | 41° 48′ 32″ N, 6° 45′ 57″ O  |        |
| Associação Humanitária de Bombeiros Voluntários de Carrazeda de Ansiães                                            | 18 de janeiro de 1930   | Carrazeda de Ansiães                                                                                               | Carrazeda de Ansiães        | 41° 14′ 29″ N, 7° 18′ 26″ O  |        |
| Associação Humanitária de Bombeiros Voluntários de Freixo de Espada-à-Cinta                                        | 5 de dezembro de 1927   | Freixo de Espada à Cinta e Mazouco                                                                                 | Freixo de Espada à Cinta    | 41° 05′ 22″ N, 6° 48′ 28″ O  |        |
| Associação Humanitária de Bombeiros Voluntários de Izeda                                                           | 31 de janeiro de 1984   | Izeda, Calvelhe e Paradinha Nova                                                                                   | Bragança                    | 41° 34′ 15″ N, 6° 43′ 05″ O  |        |
| Associação Humanitária de Bombeiros Voluntários de Macedo de Cavaleiros                                            | 31 de janeiro de 1923   | Macedo de Cavaleiros                                                                                               | Macedo de Cavaleiros        | 41° 31′ 36″ N, 6° 57′ 54″ O  |        |
| Associação Humanitária de Bombeiros Voluntários de Miranda do Douro                                                | 4 de junho de 1960      | Miranda do Douro                                                                                                   | Miranda do Douro            | 41° 29′ 55″ N, 6° 16′ 23″ O  |        |
| Associação Humanitária de Bombeiros Voluntários de Vila Flôr                                                       | 11 de agosto de 1949    | Vila Flor e Nabo                                                                                                   | Vila Flor                   | 41° 18′ 30″ N, 7° 09′ 14″ O  |        |
| Associação Humanitária de Bombeiros Voluntários do Mogadouro                                                       | 29 de julho de 1932     | Mogadouro, Valverde, Vale de Porco e Vilar de Rei                                                                  | Mogadouro                   | 41° 20′ 27″ N, 6° 42′ 43″ O  |        |
| Associação Humanitária de Bombeiros Voluntários e Cruz Amarela de Mirandela                                        | 15 de abril de 1883     | Mirandela | Mirandela                   | 41° 29′ 01″ N, 7° 10′ 31″ O  |        |
| Associação Humanitária dos Bombeiros Voluntários de Sendim                                                         | 5 de dezembro de 1980   | Sendim e Atenor | Miranda do Douro            | 41° 23′ 28″ N, 6° 25′ 32″ O  |        |
| Associação Humanitária dos Bombeiros Voluntários de Torre de Dona Chama                                            | 16 de março de 1978     | Torre de Dona Chama                                                                                                | Mirandela                   | 41° 39′ 30″ N, 7° 07′ 15″ O  |        |
| Associação Humanitária dos Bombeiros Voluntários de Torre de Moncorvo                                              | 13 de maio de 1933      | Torre de Moncorvo                                                                                                  | Torre de Moncorvo           | 41° 10′ 30″ N, 7° 03′ 17″ O  |        |
| Associação Humanitária dos Bombeiros Voluntários de Vinhais                                                        | 24 de outubro de 1935   | Vinhais | Vinhais                     | 41° 49′ 54″ N, 7° 00′ 31″ O  |        |
| Associação Humanitária dos Bombeiros Voluntários de Vimioso                                                        | 12 de setembro de 1932  | Vimioso | Vimioso                     | 41° 35′ 03″ N, 6° 31′ 34″ O  |        |
| Associação Humanitária dos Bombeiros Voluntarios de Salvação Publica e Cruz Branca de Vila Real                    | 6 de janeiro de 1897    | Vila Real | Vila Real                   | 41° 18′ 55″ N, 7° 43′ 50″ O  |        |
| Associação Humanitária dos Bombeiros Voluntários de Vila Real – Cruz Verde                                         | 1 de janeiro de 1891    | Vila Real | Vila Real                   | 41° 17′ 57″ N, 7° 44′ 34″ O  |        |
| Associação Humanitária de Bombeiros Voluntários de Carrazedo de Montenegro                                         | 27 de maio de 1931      | Carrazedo de Montenegro e Curros                                                                                   | Valpaços                    | 41° 34′ 06″ N, 7° 25′ 29″ O  |        |
| Associação Humanitária de Bombeiros Voluntários de Favaios                                                         | 18 de setembro de 1915  | Favaios | Alijó                       | 41° 16′ 07″ N, 7° 30′ 08″ O  |        |
| Associação Humanitária de Bombeiros Voluntários de Fontes                                                          | 9 de março de 1966      | Fontes | Santa Marta de Penaguião    | 41° 13′ 46″ N, 7° 49′ 01″ O  |        |
| Associação Humanitária de Bombeiros Voluntários de Peso da Régua                                                   | 28 de novembro de 1880  | Peso da Régua e Godim                                                                                              | Peso da Régua               | 41° 09′ 50″ N, 7° 47′ 21″ O  |        |
| Associação Humanitária de Bombeiros Voluntários de Provesende                                                      | 18 de janeiro de 1931   | Provesende, Gouvães do Douro e São Cristóvão do Douro                                                              | Sabrosa                     | 41° 13′ 05″ N, 7° 33′ 56″ O  |        |
| Associação Humanitária de Bombeiros Voluntários de Sanfins do Douro                                                | 9 de maio de 1891       | Sanfins do Douro                                                                                                   | Alijó                       | 41° 17′ 38″ N, 7° 31′ 02″ O  |        |
| Associação Humanitária de Bombeiros Voluntários de Valpaços                                                        | 2 de fevereiro de 1936  | Valpaços e Sanfins                                                                                                 | Valpaços                    | 41° 36′ 41″ N, 7° 18′ 22″ O  |        |
| Associação Humanitária dos Bombeiros Voluntários de Guimarães                                                      | 19 de março de 1877     | Guimarães | Braga Minho Ave             | 41° 26′ 51″ N, 8° 17′ 56″ O  |        |
| Associação Humanitária dos Bombeiros Voluntários das Caldas das Taipas                                             | 3 de abril de 1887      | Caldelas | Guimarães                   | 41° 29′ 15″ N, 8° 20′ 52″ O  |        |
| Associação Humanitária de Bombeiros Voluntários Flavienses                                                         | 3 de fevereiro de 1889  | Madalena e Samaiões                                                                                                | Chaves                      | 41° 44′ 13″ N, 7° 27′ 45″ O  |        |
| Associação Humanitária de Salvação Pública Bombeiros Voluntários de Cheires                                        | 6 de janeiro de 1930    | Sanfins do Douro                                                                                                   | Alijó                       | 41° 17′ 00″ N, 7° 32′ 27″ O  |        |
| Associação Humanitária dos Bombeiros Voluntários de Alijó                                                          | 9 de julho de 1932      | Alijó | Alijó                       | 41° 16′ 32″ N, 7° 28′ 35″ O  |        |
| Associação Humanitária dos Bombeiros Voluntários de Boticas                                                        | 28 de maio de 1971      | Boticas e Granja                                                                                                   | Boticas                     | 41° 41′ 20″ N, 7° 39′ 55″ O  |        |
| Associação Humanitária dos Bombeiros Voluntários de Cerva                                                          | 5 de março de 1982      | Cerva e Limões | Ribeira de Pena             | 41° 28′ 15″ N, 7° 50′ 56″ O  |        |
| Associação Humanitária dos Bombeiros Voluntários de Mesão Frio                                                     | 5 de março de 1938      | Mesão Frio (Santo André)                                                                                           | Mesão Frio                  | 41° 09′ 28″ N, 7° 53′ 32″ O  |        |
| Associação Humanitária dos Bombeiros Voluntários de Mondim de Basto                                                | 10 de fevereiro de 1924 | São Cristóvão de Mondim de Basto                                                                                   | Mondim de Basto             | 41° 24′ 34″ N, 7° 57′ 15″ O  |        |
| Associação Humanitária dos Bombeiros Voluntários de Montalegre                                                     | 29 de dezembro de 1949  | Montalegre e Padroso                                                                                               | Montalegre                  | 41° 49′ 27″ N, 7° 47′ 12″ O  |        |
| Associação Humanitária dos Bombeiros Voluntários de Murça                                                          | 8 de dezembro de 1928   | Murça | Murça                       | 41° 24′ 20″ N, 7° 27′ 21″ O  |        |
| Associação Humanitária dos Bombeiros Voluntários de Pinhão                                                         | 2 de junho de 1976      | Pinhão | Alijó                       | 41° 11′ 30″ N, 7° 32′ 40″ O  |        |
| Associação Humanitária dos Bombeiros Voluntários de Ribeira de Pena                                                | 3 de outubro de 1978    | Ribeira de Pena (Salvador) e Santo Aleixo de Além-Tâmega                                                           | Ribeira de Pena             | 41° 31′ 19″ N, 7° 47′ 35″ O  |        |
| Associação Humanitária dos Bombeiros Voluntários de Sabrosa                                                        | 21 de novembro de 1891  | Sabrosa | Sabrosa                     | 41° 15′ 58″ N, 7° 34′ 36″ O  |        |
| Associação Humanitária dos Bombeiros Voluntários de Salto                                                          | 6 de outubro de 1987    | Salto | Montalegre                  | 41° 38′ 18″ N, 7° 56′ 46″ O  |        |
| Associação Humanitária dos Bombeiros Voluntários de Salvação Pública de Chaves                                     | 7 de junho de 1936      | Outeiro Seco | Chaves                      | 41° 46′ 13″ N, 7° 28′ 10″ O  |        |
| Associação Humanitária dos Bombeiros Voluntários de Santa Marta de Penaguião                                       | 4 de julho de 1981      | Lobrigos (São Miguel e São João Baptista) e Sanhoane                                                               | Santa Marta de Penaguião    | 41° 12′ 35″ N, 7° 46′ 59″ O  |        |
| Associação Humanitária dos Bombeiros Voluntários de Vidago                                                         | 15 de setembro de 1967  | Vidago, Arcossó, Selhariz e Vilarinho das Paranheiras                                                              | Chaves                      | 41° 38′ 19″ N, 7° 34′ 24″ O  |        |
| Associação Humanitária dos Bombeiros Voluntários de Vila Pouca de Aguiar                                           | 25 de dezembro de 1917  | Vila Pouca de Aguiar                                                                                               | Vila Pouca de Aguiar        | 41° 29′ 31″ N, 7° 38′ 42″ O  |        |
| Associação dos Bombeiros Voluntários de Benavente                                                                  | 8 de julho de 1885      | Benavente | Benavente                   | 38° 58′ 44″ N, 8° 48′ 21″ O  |        |
| Associação dos Bombeiros Voluntários de Minde                                                                      | 14 de junho de 1973     | Minde | Alcanena                    | 39° 30′ 55″ N, 8° 41′ 10″ O  |        |
| Associação Humanitária de Bombeiros Voluntários da Golegã                                                          | 22 de julho de 1943     | Golegã | Golegã                      | 39° 24′ 03″ N, 8° 29′ 09″ O  |        |
| Associação Humanitária de Bombeiros Voluntários de Abrantes                                                        | 7 de fevereiro de 2013  | Abrantes (São Vicente e São João) e Alferrarede                                                                    | Abrantes                    | 39° 28′ 08″ N, 8° 12′ 23″ O  |        |
| Associação Humanitária de Bombeiros Voluntários de Almeirim                                                        | 6 de junho de 1949      | Almeirim | Almeirim                    | 39° 12′ 17″ N, 8° 37′ 25″ O  |        |
| Associação Humanitária de Bombeiros Voluntários de Chamusca                                                        | 25 de abril de 1950     | Chamusca e Pinheiro Grande                                                                                         | Chamusca                    | 39° 21′ 29″ N, 8° 28′ 48″ O  |        |
| Associação Humanitária de Bombeiros Voluntários de Constância                                                      | 6 de maio de 1925       | Constância | Constância                  | 39° 28′ 39″ N, 8° 20′ 12″ O  |        |
| Associação Humanitária de Bombeiros Voluntários de Fátima                                                          | 25 de junho de 2003     | Fátima | Ourém                       | 39° 37′ 59″ N, 8° 40′ 55″ O  |        |
| Associação Humanitária de Bombeiros Voluntários de Ferreira do Zêzere                                              | 28 de abril de 1947     | Ferreira do Zêzere                                                                                                 | Ferreira do Zêzere          | 39° 41′ 29″ N, 8° 17′ 21″ O  |        |
| Associação Humanitária de Bombeiros Voluntários de Mação                                                           | 22 de novembro de 1937  | Mação, Penhascoso e Aboboreira                                                                                     | Mação                       | 39° 33′ 28″ N, 7° 59′ 45″ O  |        |
| Associação Humanitária de Bombeiros Voluntários de Ourém                                                           | 4 de janeiro de 1912    | Nossa Senhora da Piedade                                                                                           | Ourém                       | 39° 39′ 24″ N, 8° 34′ 48″ O  |        |
| Associação Humanitária de Bombeiros Voluntários de Pernes                                                          | 18 de abril de 1977     | Pernes | Santarém                    | 39° 22′ 37″ N, 8° 39′ 41″ O  |        |
| Associação Humanitária de Bombeiros Voluntários de Rio Maior                                                       | 8 de dezembro de 1892   | Rio Maior | Rio Maior                   | 39° 20′ 09″ N, 8° 55′ 49″ O  |        |
| Associação Humanitária de Bombeiros Voluntários de Salvaterra de Magos                                             | 25 de agosto de 1935    | Salvaterra de Magos e Foros de Salvaterra                                                                          | Salvaterra de Magos         | 39° 01′ 26″ N, 8° 47′ 15″ O  |        |
| Associação Humanitária de Bombeiros Voluntários de Santarém                                                        | 28 de outubro de 1871   | União de Freguesias da cidade de Santarém                                                                          | Santarém                    | 39° 14′ 38″ N, 8° 41′ 32″ O  |        |
| Associação Humanitária do Corpo de Bombeiros Voluntários de Caxarias                                               | 10 de maio de 1983      | Caxarias | Ourém                       | 39° 42′ 56″ N, 8° 32′ 23″ O  |        |
| Associação Humanitária dos Bombeiros Voluntários de Alcanede                                                       | 26 de outubro de 1994   | Alcanede | Santarém                    | 39° 24′ 22″ N, 8° 49′ 03″ O  |        |
| Associação Humanitária dos Bombeiros Voluntários de Samora Correia                                                 | 1 de março de 1975      | Samora Correia | Benavente                   | 38° 55′ 44″ N, 8° 52′ 45″ O  |        |
| Associação Humanitária dos Bombeiros Voluntários de Vila Nova da Barquinha                                         | 29 de novembro de 1926  | Freguesia de Vila Nova da Barquinha                                                                                | Vila Nova da Barquinha      | 39° 27′ 38″ N, 8° 26′ 06″ O  |        |
| Associação Humanitária dos Bombeiros Voluntários do Entroncamento                                                  | 6 de janeiro de 1949    | São João Baptista                                                                                                  | Entroncamento               | 39° 27′ 58″ N, 8° 28′ 03″ O  |        |
| Associação Humanitária dos Bombeiros Voluntários Torrejanos                                                        | 5 de outubro de 1931    | Torres Novas (Santa Maria, Salvador e Santiago)                                                                    | Torres Novas                | 39° 28′ 48″ N, 8° 32′ 07″ O  |        |
| Corpo de Bombeiros Municipais de Alcanena                                                                          | 15 de abril de 1940     | Alcanena e Vila Moreira                                                                                            | Alcanena                    | 39° 27′ 30″ N, 8° 40′ 02″ O  |        |
| Corpo de Bombeiros Municipais de Alpiarça                                                                          | 6 de março de 1949      | Alpiarça | Alpiarça                    | 39° 15′ 22″ N, 8° 35′ 12″ O  |        |
| Corpo de Bombeiros Municipais de Coruche                                                                           | 25 de outubro de 1928   | Coruche, Fajarda e Erra                                                                                            | Coruche                     | 38° 57′ 25″ N, 8° 32′ 28″ O  |        |
| Companhia de Sapadores Bombeiros de Santarém                                                                       | 31 de julho de 1830     | União de Freguesias da cidade de Santarém                                                                          | Santarém                    | 39° 14′ 24″ N, 8° 41′ 13″ O  |        |
| Corpo de Bombeiros Municipais do Cartaxo                                                                           | 25 de novembro de 1936  | Cartaxo e Vale da Pinta                                                                                            | Cartaxo                     | 39° 09′ 46″ N, 8° 47′ 01″ O  |        |
| Corpo de Bombeiros Municipais do Sardoal                                                                           | 10 de janeiro de 1953   | Sardoal | Sardoal                     | 39° 32′ 32″ N, 8° 09′ 40″ O  |        |
| Bombeiros Município de Tomar                                                                                       | 28 de janeiro de 1922   | Tomar (São João Baptista) e Santa Maria dos Olivais                                                                | Tomar                       | 39° 36′ 12″ N, 8° 24′ 32″ O  |        |
| Associação Humanitária de Bombeiros Mistos de Alcácer do Sal                                                       | 25 de outubro de 1911   | Alcácer do Sal (Santa Maria do Castelo e Santiago) e Santa Susana                                                  | Alcácer do Sal              | 38° 22′ 47″ N, 8° 31′ 13″ O  |        |
| Associação Humanitária de Bombeiros Mistos de Amora                                                                | 21 de junho de 1999     | Amora | Seixal                      | 38° 37′ 46″ N, 9° 08′ 06″ O  |        |
| Associação Humanitária de Bombeiros Mistos de Grândola                                                             | 1 de maio de 1949       | Grândola e Santa Margarida da Serra                                                                                | Grândola                    | 38° 10′ 50″ N, 8° 34′ 28″ O  |        |
| Associação Humanitária de Bombeiros Mistos de Santiago do Cacém                                                    | 20 de outubro de 1913   | Santiago do Cacém, Santa Cruz e São Bartolomeu da Serra                                                            | Santiago do Cacém           | 38° 00′ 48″ N, 8° 41′ 32″ O  |        |
| Associação Humanitária de Bombeiros Mistos de Torrão                                                               | 4 de abril de 1988      | Torrão | Alcácer do Sal              | 38° 17′ 36″ N, 8° 13′ 21″ O  |        |
| Associação Humanitária de Bombeiros Mistos do Concelho do Seixal                                                   | 28 de outubro de 1977   | Seixal, Arrentela e Aldeia de Paio Pires                                                                           | Seixal                      | 38° 38′ 17″ N, 9° 05′ 54″ O  |        |
| Associação Humanitária de Bombeiros Voluntários da Trafaria                                                        | 25 de junho de 1931     | Caparica e Trafaria                                                                                                | Almada                      | 38° 40′ 12″ N, 9° 13′ 53″ O  |        |
| Associação Humanitária de Bombeiros Voluntários de Alcochete                                                       | 31 de outubro de 1948   | Alcochete | Alcochete                   | 38° 44′ 57″ N, 8° 57′ 52″ O  |        |
| Associação Humanitária de Bombeiros Voluntários de Almada                                                          | 26 de agosto de 1913    | Almada, Cova da Piedade, Pragal e Cacilhas                                                                         | Almada                      | 38° 40′ 53″ N, 9° 09′ 31″ O  |        |
| Associação Humanitária de Bombeiros Voluntários de Cacilhas                                                        | 15 de janeiro de 1891   | Almada, Cova da Piedade, Pragal e Cacilhas                                                                         | Almada                      | 38° 40′ 56″ N, 9° 08′ 56″ O  |        |
| Associação Humanitária de Bombeiros Voluntários de Cercal do Alentejo                                              | 18 de julho de 1975     | Cercal do Alentejo                                                                                                 | Santiago do Cacém           | 37° 47′ 49″ N, 8° 40′ 25″ O  |        |
| Associação Humanitária de Bombeiros Voluntários de Montijo                                                         | 1 de janeiro de 1909    | Montijo e Afonsoeiro                                                                                               | Montijo                     | 38° 42′ 31″ N, 8° 57′ 43″ O  |        |
| Associação Humanitária de Bombeiros Voluntários de Palmela                                                         | 11 de novembro de 1937  | Palmela | Palmela                     | 38° 34′ 17″ N, 8° 53′ 56″ O  |        |
| Associação Humanitária de Bombeiros Voluntários de Pinhal Novo                                                     | 1 de maio de 1951       | Pinhal Novo | Palmela                     | 38° 38′ 04″ N, 8° 54′ 59″ O  |        |
| Associação Humanitária de Bombeiros Voluntários de Setúbal                                                         | 19 de outubro de 1883   | Setúbal (São Julião, Nossa Senhora da Anunciada e Santa Maria da Graça)                                            | Setúbal                     | 38° 31′ 15″ N, 8° 53′ 56″ O  |        |
| Associação Humanitária de Bombeiros Voluntários de Sines                                                           | 1 de dezembro de 1943   | Sines | Sines                       | 37° 57′ 31″ N, 8° 51′ 45″ O  |        |
| Associação Humanitária de Bombeiros Voluntários do Barreiro (Corpo de Salvação Pública)                            | 22 de junho de 1931     | Barreiro e Lavradio                                                                                                | Barreiro                    | 38° 38′ 59″ N, 9° 03′ 49″ O  |        |
| Associação Humanitária de Bombeiros Voluntários do Concelho da Moita                                               | 1 de junho de 1933      | Moita | Moita                       | 38° 38′ 58″ N, 8° 59′ 00″ O  |        |
| Associação Humanitária dos Bombeiros Mistos de Águas de Moura                                                      | 22 de julho de 1980     | Poceirão e Marateca                                                                                                | Palmela                     | 38° 35′ 03″ N, 8° 41′ 52″ O  |        |
| Associação Humanitária dos Bombeiros Voluntários de Alvalade                                                       | 30 de agosto de 2019    | Alvalade | Santiago do Cacém           | 37° 56′ 12″ N, 8° 23′ 32″ O  |        |
| Associação Humanitária dos Bombeiros Voluntários de Canha                                                          | 8 de março de 1983      | Canha | Montijo                     | 38° 46′ 05″ N, 8° 37′ 52″ O  |        |
| Associação Humanitária dos Bombeiros Voluntários de Santo André                                                    | 28 de abril de 1989     | Santo André | Santiago do Cacém           | 38° 03′ 10″ N, 8° 47′ 15″ O  |        |
| Associação Humanitária dos Bombeiros Voluntários do Sul e Sueste                                                   | 23 de julho de 1894     | Barreiro e Lavradio                                                                                                | Barreiro                    | 38° 39′ 55″ N, 9° 03′ 49″ O  |        |
| Companhia de Bombeiros Sapadores Setúbal                                                                           | 21 de fevereiro de 1786 | Setúbal (São Julião, Nossa Senhora da Anunciada e Santa Maria da Graça)                                            | Setúbal                     | 38° 32′ 12″ N, 8° 52′ 00″ O  |        |
| Corpo Privativo de Bombeiros da Portucel - Setúbal                                                                 | 7 de abril de 1972      | Setúbal (São Julião, Nossa Senhora da Anunciada e Santa Maria da Graça)                                            | Setúbal                     | 38° 29′ 48″ N, 8° 48′ 12″ O  |        |
| Real Associação Humanitária dos Bombeiros Voluntários de Sesimbra                                                  | 12 de agosto de 1903    | Santiago | Sesimbra                    | 38° 26′ 47″ N, 9° 06′ 08″ O  |        |
| Associação dos Bombeiros Voluntários da Ilha do Corvo                                                              | 29 de julho de 1987     | Município do Corvo                                                                                                 | Açores                      | 39° 40′ 14″ N, 31° 06′ 47″ O |        |
| Associação dos Bombeiros Voluntários de Santa Cruz das Flores                                                      | 25 de janeiro de 1951   | Santa Cruz das Flores                                                                                              | Santa Cruz das Flores       | 39° 27′ 20″ N, 31° 07′ 59″ O |        |
| Associação Humanitária de Bombeiros Voluntário de Angra do Heroísmo                                                | 1 de março de 1922      | Angra (Nossa Senhora da Conceição)                                                                                 | Angra do Heroísmo           | 38° 39′ 25″ N, 27° 12′ 55″ O |        |
| Associação Humanitária de Bombeiros Voluntários da Calheta - São Jorge                                             | 13 de novembro de 1978  | Calheta | Calheta                     | 38° 36′ 05″ N, 28° 01′ 05″ O |        |
| Associação Humanitária de Bombeiros Voluntários da Madalena                                                        | 22 de julho de 1980     | Madalena | Madalena                    | 38° 32′ 08″ N, 28° 30′ 18″ O |        |
| Associação Humanitária de Bombeiros Voluntários de Lajes do Pico                                                   | 10 de abril de 1981     | Lajes do Pico | Lajes do Pico               | 38° 24′ 07″ N, 28° 15′ 15″ O |        |
| Associação Humanitária de Bombeiros Voluntários de Ponta Delgada                                                   | 5 de agosto de 1879     | Ponta Delgada (São Sebastião)                                                                                      | Ponta Delgada               | 37° 45′ 05″ N, 25° 39′ 20″ O |        |
| Associação Humanitária dos Bombeiros Voluntários da Ilha da Graciosa                                               | 17 de março de 1981     | Santa Cruz da Graciosa                                                                                             | Santa Cruz da Graciosa      | 39° 05′ 14″ N, 28° 01′ 21″ O |        |
| Associação Humanitária dos Bombeiros Voluntários de Nordeste                                                       | 23 de março de 1980     | Nordeste | Nordeste                    | 37° 50′ 07″ N, 25° 08′ 46″ O |        |
| Associação Humanitária dos Bombeiros Voluntários de Povoação                                                       | 15 de maio de 1980      | Povoação | Povoação                    | 37° 44′ 55″ N, 25° 14′ 43″ O |        |
| Associação Humanitária dos Bombeiros Voluntários de Praia da Vitória                                               | 11 de outubro de 1984   | Santa Cruz | Praia da Vitória            | 38° 43′ 52″ N, 27° 03′ 58″ O |        |
| Associação Humanitária dos Bombeiros Voluntários de Ribeira Grande                                                 | 15 de abril de 1875     | Ribeira Grande (Matriz)                                                                                            | Ribeira Grande              | 37° 48′ 53″ N, 25° 31′ 39″ O |        |
| Associação Humanitária dos Bombeiros Voluntários de Santa Maria                                                    | 16 de agosto de 1985    | Vila do Porto | Vila do Porto               | 36° 57′ 49″ N, 25° 08′ 04″ O |        |
| Associação Humanitária dos Bombeiros Voluntários de São Roque do Pico                                              | 14 de janeiro de 1948   | São Roque do Pico                                                                                                  | São Roque do Pico           | 38° 31′ 28″ N, 28° 19′ 16″ O |        |
| Associação Humanitária dos Bombeiros Voluntários de Velas                                                          | 2 de outubro de 1978    | Velas | Velas                       |                              |        |
| Associação Humanitária dos Bombeiros Voluntários de Vila Franca do Campo                                           | 26 de fevereiro de 1988 | Vila Franca do Campo (São Pedro)                                                                                   | Vila Franca do Campo        | 37° 43′ 00″ N, 25° 26′ 46″ O |        |
| Associação Humanitária dos Bombeiros Voluntários do Faial                                                          | 16 de maio de 1912      | Matriz | Horta                       | 38° 32′ 25″ N, 28° 37′ 29″ O |        |
| Associação dos Bombeiros Voluntários da Ribeira Brava                                                              | 12 de dezembro de 1986  | Ribeira Brava | Ribeira Brava               | 32° 40′ 46″ N, 17° 03′ 31″ O |        |
| Associação dos Bombeiros Voluntários de São Vicente e Porto Moniz                                                  | 3 de junho de 1994      | São Vicente | São Vicente                 | 32° 48′ 07″ N, 17° 02′ 35″ O |        |
| Associação Humanitária Bombeiros Voluntários de Câmara de Lobos                                                    | 29 de outubro de 1949   | Câmara de Lobos | Câmara de Lobos             | 32° 39′ 17″ N, 16° 58′ 17″ O |        |
| Associação Humanitária de Bombeiros Voluntários da Calheta                                                         | 21 de maio de 1992      | Calheta | Calheta                     | 32° 43′ 35″ N, 17° 10′ 18″ O |        |
| Associação Humanitária de Bombeiros Voluntários de Porto Santo                                                     | 23 de março de 1995     | Porto Santo | Porto Santo                 | 33° 03′ 44″ N, 16° 20′ 00″ O |        |
| Associação Humanitária de Bombeiros Voluntários de Santana                                                         | 30 de setembro de 1985  | Santana | Santana                     | 32° 48′ 38″ N, 16° 53′ 15″ O |        |
| Associação Humanitária de Bombeiros Voluntários Madeirenses                                                        | 4 de novembro de 1926   | Santa Luzia | Funchal                     | 32° 39′ 13″ N, 16° 54′ 05″ O |        |
| Bombeiros Municipais de Machico                                                                                    | 9 de outubro de 1960    | Machico | Machico                     | 32° 43′ 47″ N, 16° 46′ 33″ O |        |
| Companhia de Bombeiros Sapadores de Santa Cruz                                                                     | 22 de janeiro de 1932   | Santa Cruz | Santa Cruz                  | 32° 41′ 13″ N, 16° 47′ 39″ O |        |
| Corpo de Bombeiros Sapadores do Funchal                                                                            | 24 de setembro de 1888  | São Pedro | Funchal                     | 32° 38′ 53″ N, 16° 55′ 01″ O |        |
| Associação dos Bombeiros Voluntários de Pedrógão Grande                                                            | 18 de setembro de 1948  | Pedrógão Grande | Pedrógão Grande             | 39° 54′ 53″ N, 8° 08′ 58″ O  |        |
| Associação dos Bombeiros Voluntários de Peniche                                                                    | 16 de junho de 1929     | Peniche | Peniche                     | 39° 21′ 29″ N, 9° 22′ 35″ O  |        |
| Associação Humanitária de Bombeiros Voluntários da Marinha Grande                                                  | 28 de outubro de 1899   | Marinha Grande | Marinha Grande              | 39° 44′ 55″ N, 8° 55′ 59″ O  |        |
| Associação Humanitária de Bombeiros Voluntários da Nazaré                                                          | 27 de setembro de 1927  | Nazaré | Nazaré                      | 39° 36′ 02″ N, 9° 04′ 05″ O  |        |
| Associação Humanitária de Bombeiros Voluntários de Alcobaça                                                        | 1 de maio de 1888       | Alcobaça e Vestiaria                                                                                               | Alcobaça                    | 39° 33′ 17″ N, 8° 58′ 37″ O  |        |
| Associação Humanitária de Bombeiros Voluntários de Ansião                                                          | 19 de dezembro de 1957  | Ansião | Ansião                      | 39° 54′ 48″ N, 8° 26′ 18″ O  |        |
| Associação Humanitária de Bombeiros Voluntários de Castanheira de Pera                                             | 19 de maio de 1948      | Castanheira de Pera e Coentral                                                                                     | Castanheira de Pera         | 40° 00′ 17″ N, 8° 12′ 41″ O  |        |
| Associação Humanitária de Bombeiros Voluntários de Figueiró dos Vinhos                                             | 18 de maio de 1935      | Figueiró dos Vinhos e Bairradas                                                                                    | Figueiró dos Vinhos         | 39° 54′ 05″ N, 8° 16′ 29″ O  |        |
| Associação Humanitária de Bombeiros Voluntários de Porto de Mós                                                    | 12 de maio de 1950      | Porto de Mós - São João Baptista e São Pedro                                                                       | Porto de Mós                | 39° 36′ 04″ N, 8° 49′ 07″ O  |        |
| Associação Humanitária de Bombeiros Voluntários de Vieira de Leiria                                                | 30 de janeiro de 1947   | Vieira de Leiria                                                                                                   | Marinha Grande              | 39° 52′ 09″ N, 8° 55′ 48″ O  |        |
| Associação Humanitária de Bombeiros Voluntários do Concelho da Batalha                                             | 10 de dezembro de 1977  | Batalha | Batalha                     | 39° 39′ 22″ N, 8° 49′ 23″ O  |        |
| Associação Humanitária de Bombeiros Voluntários do Concelho de Óbidos                                              | 1 de abril de 1927      | Santa Maria, São Pedro e Sobral da Lagoa                                                                           | Óbidos                      | 39° 21′ 55″ N, 9° 08′ 54″ O  |        |
| Associação Humanitária de Bombeiros Voluntários do Juncal                                                          | 8 de outubro de 1985    | Juncal | Porto de Mós                | 39° 36′ 03″ N, 8° 54′ 06″ O  |        |
| Associação Humanitária dos Bombeiros Voluntários das Caldas da Rainha                                              | 14 de setembro de 1895  | Caldas da Rainha - Nossa Senhora do Pópulo, Coto e São Gregório                                                    | Caldas da Rainha            | 39° 24′ 36″ N, 9° 08′ 14″ O  |        |
| Associação Humanitária dos Bombeiros Voluntários de Alvaiázere                                                     | 7 de março de 1940      | Alvaiázere | Alvaiázere                  | 39° 49′ 39″ N, 8° 23′ 13″ O  |        |
| Associação Humanitária dos Bombeiros Voluntários de Benedita                                                       | 4 de novembro de 1988   | Benedita | Alcobaça                    | 39° 25′ 27″ N, 8° 58′ 18″ O  |        |
| Associação Humanitária dos Bombeiros Voluntários de Maceira                                                        | 16 de agosto de 1982    | Maceira | Leiria                      | 39° 41′ 05″ N, 8° 53′ 14″ O  |        |
| Associação Humanitária dos Bombeiros Voluntários de Mira de Aire                                                   | 4 de novembro de 1982   | Mira de Aire | Porto de Mós                | 39° 32′ 41″ N, 8° 43′ 14″ O  |        |
| Associação Humanitária dos Bombeiros Voluntários de Ortigosa                                                       | 14 de janeiro de 1999   | Souto da Carpalhosa e Ortigosa                                                                                     | Leiria                      | 39° 49′ 17″ N, 8° 50′ 22″ O  |        |
| Associação Humanitária dos Bombeiros Voluntários de Pataias                                                        | 8 de junho de 1978      | Pataias e Martingança                                                                                              | Alcobaça                    | 39° 39′ 53″ N, 9° 00′ 31″ O  |        |
| Associação Humanitária dos Bombeiros Voluntários de Pombal                                                         | 14 de maio de 1912      | Pombal | Pombal                      | 39° 55′ 09″ N, 8° 37′ 44″ O  |        |
| Associação Humanitária dos Bombeiros Voluntários de São Martinho do Porto                                          | 13 de junho de 1907     | São Martinho do Porto                                                                                              | Alcobaça                    | 39° 30′ 54″ N, 9° 07′ 52″ O  |        |
| Associação Humanitária de Bombeiros Voluntários do Bombarral (Corpo de Salvação Pública)                           | 26 de dezembro de 1924  | Bombarral e Vale Covo                                                                                              | Bombarral                   | 39° 15′ 58″ N, 9° 09′ 48″ O  |        |
| Associação Humanitária de Bombeiros Voluntários Argus (Arganil)                                                    | 28 de novembro de 1934  | Arganil | Arganil                     | 40° 13′ 09″ N, 8° 03′ 17″ O  |        |
| Associação Humanitária de Bombeiros Voluntários de Coimbra                                                         | 7 de abril de 1889      | Coimbra (Sé Nova, Santa Cruz, Almedina e São Bartolomeu)                                                           | Coimbra                     | 40° 12′ 41″ N, 8° 25′ 58″ O  |        |
| Associação Humanitária de Bombeiros Voluntários de Côja                                                            | 25 de janeiro de 1963   | Côja e Barril de Alva                                                                                              | Arganil                     | 40° 16′ 08″ N, 7° 59′ 39″ O  |        |
| Associação Humanitária de Bombeiros Voluntários de Condeixa-a-Nova                                                 | 12 de abril de 1929     | Condeixa-a-Velha e Condeixa-a-Nova                                                                                 | Condeixa-a-Nova             | 40° 06′ 45″ N, 8° 29′ 49″ O  |        |
| Associação Humanitária de Bombeiros Voluntários de Lagares da Beira                                                | 1 de junho de 1946      | Lagares da Beira                                                                                                   | Oliveira do Hospital        | 40° 23′ 55″ N, 7° 51′ 55″ O  |        |
| Associação Humanitária de Bombeiros Voluntários de Mira                                                            | 6 de agosto de 1982     | Mira | Mira                        | 40° 25′ 42″ N, 8° 44′ 29″ O  |        |
| Associação Humanitária de Bombeiros Voluntários de Montemor-o-Velho                                                | 21 de fevereiro de 1932 | Montemor-o-Velho e Gatões                                                                                          | Montemor-o-Velho            | 40° 10′ 42″ N, 8° 40′ 42″ O  |        |
| Associação Humanitária de Bombeiros Voluntários de Penacova                                                        | 24 de fevereiro de 1930 | Penacova | Penacova                    | 40° 16′ 06″ N, 8° 17′ 00″ O  |        |
| Associação Humanitária de Bombeiros Voluntários de Vila Nova de Poiares                                            | 12 de agosto de 1954    | São Miguel de Poiares                                                                                              | Vila Nova de Poiares        | 40° 12′ 40″ N, 8° 14′ 27″ O  |        |
| Associação Humanitária dos Bombeiros Voluntários da Figueira da Foz                                                | 19 de dezembro de 1882  | Buarcos e São Julião                                                                                               | Figueira da Foz             | 40° 09′ 16″ N, 8° 51′ 12″ O  |        |
| Associação Humanitária dos Bombeiros Voluntários de Brasfemes                                                      | 30 de julho de 1939     | Brasfemes | Coimbra                     | 40° 16′ 10″ N, 8° 24′ 05″ O  |        |
| Associação Humanitária dos Bombeiros Voluntários de Cantanhede                                                     | 24 de agosto de 1902    | Cantanhede e Pocariça                                                                                              | Cantanhede                  | 40° 20′ 50″ N, 8° 35′ 09″ O  |        |
| Associação Humanitária dos Bombeiros Voluntários de Góis                                                           | 14 de setembro de 1959  | Góis | Góis                        | 40° 09′ 23″ N, 8° 06′ 35″ O  |        |
| Associação Humanitária dos Bombeiros Voluntários de Miranda do Corvo                                               | 10 de novembro de 1946  | Miranda do Corvo                                                                                                   | Miranda do Corvo            | 40° 05′ 41″ N, 8° 20′ 08″ O  |        |
| Associação Humanitária dos Bombeiros Voluntários de Oliveira do Hospital                                           | 21 de março de 1922     | Oliveira do Hospital e São Paio de Gramaços                                                                        | Oliveira do Hospital        | 40° 21′ 44″ N, 7° 51′ 38″ O  |        |
| Associação Humanitária dos Bombeiros Voluntários de Pampilhosa da Serra                                            | 29 de novembro de 1969  | Pampilhosa da Serra                                                                                                | Pampilhosa da Serra         | 40° 02′ 49″ N, 7° 56′ 55″ O  |        |
| Associação Humanitária dos Bombeiros Voluntários de Penela                                                         | 19 de setembro de 1980  | São Miguel, Santa Eufémia e Rabaçal                                                                                | Penela                      | 40° 01′ 53″ N, 8° 23′ 40″ O  |        |
| Associação Humanitária dos Bombeiros Voluntários de Serpins                                                        | 22 de julho de 1993     | Serpins | Lousã                       | 40° 09′ 57″ N, 8° 12′ 04″ O  |        |
| Associação Humanitária dos Bombeiros Voluntários de Tábua                                                          | 28 de agosto de 1935    | Tábua | Tábua                       | 40° 21′ 37″ N, 8° 01′ 45″ O  |        |
| Associação Humanitária dos Bombeiros Voluntários de Vila Nova de Oliveirinha                                       | 15 de dezembro de 1934  | Covas e Vila Nova de Oliveirinha                                                                                   | Tábua                       | 40° 21′ 31″ N, 7° 54′ 41″ O  |        |
| Corpo de Bombeiros Municipais da Figueira da Foz                                                                   | 11 de março de 1865     | Buarcos e São Julião                                                                                               | Figueira da Foz             | 40° 09′ 18″ N, 8° 50′ 39″ O  |        |
| Corpo de Bombeiros Municipais da Lousã                                                                             | 1 de maio de 1904       | Lousã e Vilarinho                                                                                                  | Lousã                       | 40° 06′ 51″ N, 8° 14′ 38″ O  |        |
| Associação dos Bombeiros Voluntários da Ajuda                                                                      | 10 de abril de 1880     | Ajuda | Lisboa                      | 38° 42′ 40″ N, 9° 11′ 43″ O  |        |
| Associação dos Bombeiros Voluntários de Bucelas                                                                    | 26 de julho de 1891     | Bucelas | Loures                      | 38° 54′ 04″ N, 9° 07′ 01″ O  |        |
| Associação Humanitária de Bombeiros de Carnaxide                                                                   | 1 de setembro de 1912   | Carnaxide e Queijas                                                                                                | Oeiras                      | 38° 43′ 43″ N, 9° 14′ 16″ O  |        |
| Associação Humanitária de Bombeiros da Parede Amadeu Duarte                                                        | 9 de agosto de 1926     | Carcavelos e Parede                                                                                                | Cascais                     | 38° 41′ 38″ N, 9° 21′ 11″ O  |        |
| Associação Humanitária de Bombeiros de Oeiras                                                                      | 21 de novembro de 1891  | Oeiras e São Julião da Barra, Paço de Arcos e Caxias                                                               | Oeiras                      | 38° 41′ 32″ N, 9° 18′ 40″ O  |        |
| Associação Humanitária de Bombeiros Voluntários de Carcavelos e S. Domingos de Rana                                | 2 de julho de 1911      | Carcavelos e Parede                                                                                                | Cascais                     | 38° 41′ 32″ N, 9° 20′ 22″ O  |        |
| Associação Humanitária de Bombeiros Voluntários da Merceana                                                        | 20 de novembro de 1980  | Aldeia Galega da Merceana e Aldeia Gavinha                                                                         | Alenquer                    | 39° 05′ 35″ N, 9° 06′ 46″ O  |        |
| Associação Humanitária de Bombeiros Voluntários da Póvoa de Santa Iria                                             | 30 de janeiro de 1943   | Póvoa de Santa Iria e Forte da Casa                                                                                | Vila Franca de Xira         | 38° 51′ 46″ N, 9° 04′ 01″ O  |        |
| Associação Humanitária de Bombeiros Voluntários da Vila da Ericeira                                                | 4 de setembro de 1931   | Ericeira | Mafra                       | 38° 57′ 57″ N, 9° 24′ 58″ O  |        |
| Associação Humanitária de Bombeiros Voluntários de Agualva-Cacém                                                   | 13 de novembro de 1931  | Agualva e Mira-Sintra                                                                                              | Sintra                      | 38° 46′ 23″ N, 9° 17′ 48″ O  |        |
| Associação Humanitária de Bombeiros Voluntários de Alcabideche                                                     | 5 de janeiro de 1927    | Alcabideche | Cascais                     | 38° 43′ 49″ N, 9° 24′ 35″ O  |        |
| Associação Humanitária de Bombeiros Voluntários de Algés                                                           | 22 de setembro de 1902  | Algés, Linda-a-Velha e Cruz Quebrada-Dafundo                                                                       | Oeiras                      | 38° 42′ 29″ N, 9° 13′ 30″ O  |        |
| Associação Humanitária de Bombeiros Voluntários de Alhandra                                                        | 2 de julho de 1900      | Alhandra, São João dos Montes e Calhandriz                                                                         | Vila Franca de Xira         | 38° 55′ 31″ N, 9° 00′ 27″ O  |        |
| Associação Humanitária de Bombeiros Voluntários de Almoçageme                                                      | 19 de setembro de 1895  | Colares | Sintra                      | 38° 47′ 45″ N, 9° 28′ 11″ O  |        |
| Associação Humanitária de Bombeiros Voluntários de Alverca                                                         | 15 de novembro de 1926  | Alverca do Ribatejo e Sobralinho                                                                                   | Vila Franca de Xira         | 38° 53′ 50″ N, 9° 02′ 19″ O  |        |
| Associação Humanitária de Bombeiros Voluntários de Azambuja                                                        | 14 de janeiro de 1932   | Azambuja | Azambuja                    | 39° 04′ 05″ N, 8° 52′ 21″ O  |        |
| Associação Humanitária de Bombeiros Voluntários de Belas                                                           | 15 de julho de 1925     | Queluz e Belas | Sintra                      | 38° 46′ 34″ N, 9° 15′ 42″ O  |        |
| Associação Humanitária de Bombeiros Voluntários de Campo de Ourique                                                | 13 de novembro de 1916  | Campo de Ourique                                                                                                   | Lisboa                      | 38° 43′ 19″ N, 9° 09′ 53″ O  |        |
| Associação Humanitária de Bombeiros Voluntários de Cascais                                                         | 2 de fevereiro de 1886  | Cascais e Estoril                                                                                                  | Cascais                     | 38° 42′ 23″ N, 9° 25′ 58″ O  |        |
| Associação Humanitária de Bombeiros Voluntários de Fanhões                                                         | 31 de maio de 1928      | Fanhões | Loures                      | 38° 52′ 45″ N, 9° 09′ 02″ O  |        |
| Associação Humanitária de Bombeiros Voluntários de Linda-a-Pastora                                                 | 5 de julho de 1891      | Carnaxide e Queijas                                                                                                | Oeiras                      | 38° 42′ 55″ N, 9° 15′ 20″ O  |        |
| Associação Humanitária de Bombeiros Voluntários de Montelavar                                                      | 30 de março de 1983     | Almargem do Bispo, Pêro Pinheiro e Montelavar                                                                      | Sintra                      | 38° 51′ 47″ N, 9° 19′ 52″ O  |        |
| Associação Humanitária de Bombeiros Voluntários de Moscavide e Portela                                             | 15 de março de 1927     | Moscavide e Portela                                                                                                | Loures                      | 38° 46′ 44″ N, 9° 06′ 38″ O  |        |
| Associação Humanitária de Bombeiros Voluntários de Odivelas                                                        | 29 de junho de 1897     | Odivelas | Odivelas                    | 38° 47′ 13″ N, 9° 10′ 39″ O  |        |
| Associação Humanitária de Bombeiros Voluntários de Sacavém                                                         | 14 de setembro de 1897  | Sacavém e Prior Velho                                                                                              | Loures                      | 38° 47′ 22″ N, 9° 06′ 15″ O  |        |
| Associação Humanitária de Bombeiros Voluntários de São Pedro de Sintra                                             | 6 de junho de 1906      | Sintra (Santa Maria e São Miguel, São Martinho e São Pedro de Penaferrim)                                          | Sintra                      | 38° 46′ 57″ N, 9° 22′ 33″ O  |        |
| Associação Humanitária de Bombeiros Voluntários de Sobral de Monte Agraço                                          | 7 de julho de 1913      | Sobral de Monte Agraço                                                                                             | Sobral de Monte Agraço      | 39° 01′ 11″ N, 9° 09′ 19″ O  |        |
| Associação Humanitária de Bombeiros Voluntários de Torres Vedras                                                   | 11 de outubro de 1903   | Santa Maria, São Pedro e Matacães                                                                                  | Torres Vedras               | 39° 05′ 23″ N, 9° 15′ 44″ O  |        |
| Associação Humanitária de Bombeiros Voluntários do Beato e Penha de França                                         | 3 de março de 1933      | Beato | Lisboa                      | 38° 43′ 58″ N, 9° 06′ 22″ O  |        |
| Associação Humanitária de Bombeiros Voluntários do Dafundo                                                         | 11 de março de 1912     | Algés, Linda-a-Velha e Cruz Quebrada-Dafundo                                                                       | Oeiras                      | 38° 42′ 24″ N, 9° 14′ 26″ O  |        |
| Associação Humanitária de Bombeiros Voluntários Progresso Barcarenense                                             | 25 de março de 1880     | Barcarena | Oeiras                      | 38° 43′ 56″ N, 9° 16′ 40″ O  |        |
| Associação Humanitária dos Bombeiros Voluntários da Amadora                                                        | 10 de janeiro de 1905   | Falagueira-Venda Nova                                                                                              | Amadora                     | 38° 45′ 28″ N, 9° 13′ 49″ O  |        |
| Associação Humanitária dos Bombeiros Voluntários da Lourinhã                                                       | 23 de abril de 1928     | Lourinhã e Atalaia                                                                                                 | Lourinhã                    | 39° 15′ 11″ N, 9° 18′ 00″ O  |        |
| Associação Humanitária dos Bombeiros Voluntários da Malveira                                                       | 30 de setembro de 1944  | Malveira e São Miguel de Alcainça                                                                                  | Mafra                       | 38° 55′ 44″ N, 9° 15′ 37″ O  |        |
| Associação Humanitária dos Bombeiros Voluntários da Pontinha                                                       | 10 de junho de 1979     | Pontinha e Famões                                                                                                  | Odivelas                    | 38° 46′ 29″ N, 9° 12′ 30″ O  |        |
| Associação Humanitária dos Bombeiros Voluntários de Alcoentre                                                      | 8 de julho de 1936      | Alcoentre | Azambuja                    | 39° 12′ 25″ N, 8° 57′ 31″ O  |        |
| Associação Humanitária dos Bombeiros Voluntários de Alenquer                                                       | 22 de abril de 1937     | Alenquer (Santo Estêvão e Triana)                                                                                  | Alenquer                    | 39° 02′ 54″ N, 9° 00′ 19″ O  |        |
| Associação Humanitária dos Bombeiros Voluntários de Algueirão - Mem Martins                                        | 11 de agosto de 1960    | Algueirão - Mem Martins                                                                                            | Sintra                      | 38° 47′ 42″ N, 9° 20′ 54″ O  |        |
| Associação Humanitária dos Bombeiros Voluntários de Arruda dos Vinhos                                              | 10 de junho de 1889     | Arruda dos Vinhos                                                                                                  | Arruda dos Vinhos           | 38° 58′ 51″ N, 9° 04′ 52″ O  |        |
| Associação Humanitária dos Bombeiros Voluntários de Cabo Ruivo "Cruz Amarela"                                      | 19 de setembro de 1977  | Olivais | Lisboa                      | 38° 45′ 31″ N, 9° 06′ 33″ O  |        |
| Associação Humanitária dos Bombeiros Voluntários de Camarate                                                       | 25 de abril de 1937     | Camarate, Unhos e Apelação                                                                                         | Loures                      | 38° 47′ 59″ N, 9° 07′ 59″ O  |        |
| Associação Humanitária dos Bombeiros Voluntários de Caneças                                                        | 5 de julho de 1977      | Ramada e Caneças                                                                                                   | Odivelas                    | 38° 48′ 44″ N, 9° 13′ 28″ O  |        |
| Associação Humanitária dos Bombeiros Voluntários de Castanheira do Ribatejo                                        | 20 de abril de 1976     | Castanheira do Ribatejo e Cachoeiras                                                                               | Vila Franca de Xira         | 38° 59′ 40″ N, 8° 58′ 25″ O  |        |
| Associação Humanitária dos Bombeiros Voluntários de Colares                                                        | 9 de março de 1890      | Colares | Sintra                      | 38° 48′ 00″ N, 9° 26′ 45″ O  |        |
| Associação Humanitária dos Bombeiros Voluntários de Loures                                                         | 26 de junho de 1887     | Loures | Loures                      | 38° 49′ 41″ N, 9° 09′ 59″ O  |        |
| Associação Humanitária dos Bombeiros Voluntários de Queluz                                                         | 2 de outubro de 1921    | Queluz e Belas | Sintra                      | 38° 45′ 23″ N, 9° 15′ 00″ O  |        |
| Associação Humanitária dos Bombeiros Voluntários de Sintra                                                         | 24 de junho de 1890     | Sintra (Santa Maria e São Miguel, São Martinho e São Pedro de Penaferrim)                                          | Sintra                      | 38° 48′ 27″ N, 9° 22′ 40″ O  |        |
| Associação Humanitária dos Bombeiros Voluntários de Vialonga                                                       | 15 de fevereiro de 1977 | Vialonga | Vila Franca de Xira         | 38° 52′ 28″ N, 9° 04′ 43″ O  |        |
| Associação Humanitária dos Bombeiros Voluntários de Vila Franca de Xira                                            | 1 de maio de 1882       | Vila Franca de Xira                                                                                                | Vila Franca de Xira         | 38° 57′ 34″ N, 8° 59′ 12″ O  |        |
| Associação Humanitária dos Bombeiros Voluntários do Cadaval                                                        | 21 de maio de 1921      | Cadaval e Pêro Moniz                                                                                               | Cadaval                     | 39° 14′ 30″ N, 9° 06′ 09″ O  |        |
| Associação Humanitária dos Bombeiros Voluntários do Zambujal                                                       | 7 de agosto de 1931     | Santo Antão e São Julião do Tojal                                                                                  | Loures                      | 38° 52′ 19″ N, 9° 07′ 24″ O  |        |
| Associação Humanitária dos Bombeiros Voluntários dos Estoris                                                       | 31 de janeiro de 1923   | Cascais e Estoril                                                                                                  | Cascais                     | 38° 42′ 15″ N, 9° 23′ 40″ O  |        |
| Associação Humanitária dos Bombeiros Voluntários Lisbonenses                                                       | 12 de dezembro de 1910  | Santo António | Lisboa                      | 38° 43′ 31″ N, 9° 08′ 52″ O  |        |
| Corpo de Bombeiros Privativos EFACEC/OGMA - Indústria Aeronáutica de Portugal, S.A.                                | 12 de junho de 1996     | Alverca do Ribatejo e Sobralinho                                                                                   | Vila Franca de Xira         | 38° 53′ 22″ N, 9° 01′ 53″ O  |        |
| Associação Humanitária dos Bombeiros Voluntários de Mafra                                                          | 30 de março de 1928     | Igreja Nova e Cheleiros                                                                                            | Mafra                       | 38° 56′ 14″ N, 9° 18′ 14″ O  |        |
| Real Associação Humanitária dos Bombeiros Voluntários de Lisboa                                                    | 18 de outubro de 1868   | Misericórdia | Lisboa                      | 38° 42′ 36″ N, 9° 08′ 37″ O  |        |
| Associação Humanitária Bombeiros Voluntários de Vale de Cambra                                                     | 6 de janeiro de 1960    | Vila Chã, Codal e Vila Cova de Perrinho                                                                            | Vale de Cambra              | 40° 51′ 10″ N, 8° 24′ 40″ O  |        |
| Associação Humanitária de Bombeiros Guilherme Gomes Fernandes - Bombeiros Novos de Aveiro                          | 30 de abril de 1928     | Glória e Vera Cruz                                                                                                 | Aveiro                      | 40° 38′ 38″ N, 8° 39′ 06″ O  |        |
| Associação Humanitária de Bombeiros Voluntários da Anadia                                                          | 20 de dezembro de 1933  | Arcos e Mogofores                                                                                                  | Anadia                      | 40° 26′ 44″ N, 8° 26′ 11″ O  |        |
| Associação Humanitária de Bombeiros Voluntários da Mealhada                                                        | 26 de julho de 1927     | Mealhada, Ventosa do Bairro e Antes                                                                                | Mealhada                    | 40° 22′ 36″ N, 8° 26′ 55″ O  |        |
| Associação Humanitária de Bombeiros Voluntários da Murtosa                                                         | 4 de abril de 1978      | Murtosa | Murtosa                     | 40° 44′ 59″ N, 8° 38′ 48″ O  |        |
| Associação Humanitária de Bombeiros Voluntários de Águeda                                                          | 10 de novembro de 1934  | Águeda e Borralha                                                                                                  | Águeda                      | 40° 34′ 21″ N, 8° 26′ 36″ O  |        |
| Real Associação Humanitária de Bombeiros Voluntários de Aveiro                                                     | 28 de janeiro de 1882   | Glória e Vera Cruz                                                                                                 | Aveiro                      | 40° 37′ 55″ N, 8° 38′ 55″ O  |        |
| Associação Humanitária de Bombeiros Voluntários de Esmoriz                                                         | 1 de janeiro de 1931    | Esmoriz | Ovar                        | 40° 57′ 28″ N, 8° 37′ 57″ O  |        |
| Associação Humanitária de Bombeiros Voluntários de Lourosa                                                         | 8 de abril de 1968      | Lourosa | Santa Maria da Feira        | 40° 58′ 43″ N, 8° 32′ 14″ O  |        |
| Associação Humanitária de Bombeiros Voluntários de Oliveira do Bairro                                              | 21 de março de 1974     | Oliveira do Bairro                                                                                                 | Oliveira do Bairro          | 40° 31′ 14″ N, 8° 30′ 08″ O  |        |
| Associação Humanitária de Bombeiros Voluntários de Ovar                                                            | 28 de maio de 1896      | Ovar, São João, Arada e São Vicente de Pereira Jusã                                                                | Ovar                        | 40° 51′ 38″ N, 8° 37′ 56″ O  |        |
| Associação Humanitária de Bombeiros Voluntários de Sever do Vouga                                                  | 15 de outubro de 1960   | Sever do Vouga | Sever do Vouga              | 40° 43′ 56″ N, 8° 22′ 20″ O  |        |
| Associação Humanitária de Bombeiros Voluntários de Vagos                                                           | 15 de setembro de 1928  | Vagos e Santo António                                                                                              | Vagos                       | 40° 33′ 10″ N, 8° 40′ 47″ O  |        |
| Associação Humanitária de Bombeiros Voluntários do Concelho de Espinho                                             | 24 de agosto de 2015    | Espinho | Espinho                     | 41° 00′ 21″ N, 8° 38′ 30″ O  |        |
| Associação Humanitária dos Bombeiros Voluntários da Feira                                                          | 21 de maio de 1921      | Santa Maria da Feira, Travanca, Sanfins e Espargo                                                                  | Santa Maria da Feira        | 40° 55′ 50″ N, 8° 32′ 32″ O  |        |
| Associação Humanitária dos Bombeiros Voluntários de Albergaria-a-Velha                                             | 22 de janeiro de 1925   | Albergaria-a-Velha e Valmaior                                                                                      | Albergaria-a-Velha          | 40° 41′ 36″ N, 8° 28′ 48″ O  |        |
| Associação Humanitária dos Bombeiros Voluntários de Arouca                                                         | 25 de abril de 1964     | Arouca e Burgo | Arouca                      | 40° 55′ 42″ N, 8° 14′ 34″ O  |        |
| Associação Humanitária dos Bombeiros Voluntários de Arrifana                                                       | 15 de junho de 1927     | Arrifana | Santa Maria da Feira        | 40° 54′ 40″ N, 8° 29′ 45″ O  |        |
| Associação Humanitária dos Bombeiros Voluntários de Castelo de Paiva                                               | 9 de outubro de 1975    | Sobrado e Bairros                                                                                                  | Castelo de Paiva            | 41° 02′ 30″ N, 8° 16′ 25″ O  |        |
| Associação Humanitária dos Bombeiros Voluntários de Estarreja                                                      | 13 de julho de 1924     | Beduído | Beduído e Veiros            | 40° 45′ 39″ N, 8° 34′ 22″ O  |        |
| Associação Humanitária dos Bombeiros Voluntários de Fajões                                                         | 13 de julho de 1982     | Fajões | Oliveira de Azeméis         | 40° 55′ 06″ N, 8° 25′ 32″ O  |        |
| Associação Humanitária dos Bombeiros Voluntários de Ílhavo                                                         | 13 de abril de 1893     | São Salvador | Ílhavo                      | 40° 35′ 59″ N, 8° 40′ 38″ O  |        |
| Associação Humanitária dos Bombeiros Voluntários de Oliveira de Azeméis                                            | 24 de junho de 1906     | Oliveira de Azeméis, Santiago da Riba-Ul, Ul, Macinhata da Seixa e Madail                                          | Oliveira de Azeméis         | 40° 49′ 45″ N, 8° 29′ 00″ O  |        |
| Associação Humanitária dos Bombeiros Voluntários de Pampilhosa                                                     | 1926                    | Pampilhosa | Mealhada                    | 40° 20′ 15″ N, 8° 25′ 21″ O  |        |
| Associação Humanitária dos Bombeiros Voluntários de São João da Madeira                                            | 29 de abril de 1928     | São João da Madeira                                                                                                | São João da Madeira         | 40° 54′ 30″ N, 8° 28′ 47″ O  |        |
| Corpo de Bombeiros Privativos da Nestlé Portugal, S.A.                                                             | 25 de julho de 1985     | Avanca | Estarreja                   | 40° 48′ 19″ N, 8° 34′ 45″ O  |        |
| Corpo de Bombeiros Privativos da Vista Alegre Atlantis, S.A .                                                      | 1 de novembro de 1927   | São Salvador | Ílhavo                      | 40° 35′ 22″ N, 8° 41′ 01″ O  |        |
| Corpo Privativo de Bombeiros da Portucel-Cacia                                                                     | 1 de abril de 1956      | Cacia | Aveiro                      | 40° 41′ 08″ N, 8° 35′ 24″ O  |        |
| Associação Humanitária de Bombeiros Voluntários de Armamar                                                         | 12 de outubro de 1931   | Armamar | Armamar                     | 41° 06′ 22″ N, 7° 41′ 31″ O  |        |
| Associação Humanitária de Bombeiros Voluntários de Cabanas de Viriato                                              | 7 de setembro de 1935   | Cabanas de Viriato                                                                                                 | Carregal do Sal             | 40° 28′ 53″ N, 7° 58′ 38″ O  |        |
| Associação Humanitária de Bombeiros Voluntários de Carregal do Sal                                                 | 23 de setembro de 1939  | Carregal do Sal | Carregal do Sal             | 40° 25′ 46″ N, 8° 00′ 17″ O  |        |
| Associação Humanitária de Bombeiros Voluntários de Castro Daire                                                    | 2 de março de 1878      | Castro Daire | Castro Daire                | 40° 53′ 57″ N, 7° 56′ 04″ O  |        |
| Associação Humanitária de Bombeiros Voluntários de Ervedosa do Douro                                               | 26 de maio de 1952      | Ervedosa do Douro                                                                                                  | São João da Pesqueira       | 41° 10′ 03″ N, 7° 28′ 42″ O  |        |
| Associação Humanitária de Bombeiros Voluntários de Moimenta da Beira                                               | 29 de dezembro de 1928  | Moimenta da Beira                                                                                                  | Moimenta da Beira           | 40° 58′ 54″ N, 7° 36′ 56″ O  |        |
| Associação Humanitária de Bombeiros Voluntários de Oliveira de Frades                                              | 20 de outubro de 1929   | Oliveira de Frades, Souto de Lafões e Sejães                                                                       | Oliveira de Frades          | 40° 43′ 57″ N, 8° 10′ 27″ O  |        |
| Associação Humanitária de Bombeiros Voluntários de São João da Pesqueira                                           | 22 de setembro de 1907  | São João da Pesqueira e Várzea de Trevões                                                                          | São João da Pesqueira       | 41° 08′ 46″ N, 7° 24′ 11″ O  |        |
| Associação Humanitária de Bombeiros Voluntários de São Pedro do Sul                                                | 6 de julho de 1885      | Santa Cruz da Trapa e São Cristóvão de Lafões                                                                      | São Pedro do Sul            | 40° 45′ 43″ N, 8° 03′ 45″ O  |        |
| Associação Humanitária de Bombeiros Voluntários de Sernancelhe                                                     | 8 de fevereiro de 1958  | Sernancelhe e Sarzeda                                                                                              | Sernancelhe                 | 40° 53′ 49″ N, 7° 29′ 24″ O  |        |
| Associação Humanitária de Bombeiros Voluntários de Tabuaço                                                         | 3 de março de 1932      | Tabuaço | Tabuaço                     | 41° 06′ 58″ N, 7° 34′ 09″ O  |        |
| Associação Humanitária de Bombeiros Voluntários de Tarouca                                                         | 1 de dezembro de 1974   | Tarouca e Dálvares                                                                                                 | Tarouca                     | 41° 01′ 06″ N, 7° 46′ 41″ O  |        |
| Associação Humanitária de Bombeiros Voluntários de Tondela                                                         | 16 de setembro de 1923  | Tondela e Nandufe                                                                                                  | Tondela                     | 40° 30′ 54″ N, 8° 04′ 52″ O  |        |
| Associação Humanitária de Bombeiros Voluntários de Vila Nova de Paiva                                              | 5 de dezembro de 1975   | Vila Nova de Paiva, Alhais e Fráguas                                                                               | Vila Nova de Paiva          | 40° 51′ 09″ N, 7° 43′ 46″ O  |        |
| Associação Humanitária de Bombeiros Voluntários de Viseu                                                           | 26 de março de 1886     | Viseu | Viseu                       | 40° 40′ 47″ N, 7° 52′ 33″ O  |        |
| Associação Humanitária de Bombeiros Voluntários de Vouzela                                                         | 19 de julho de 1885     | Vouzela e Paços de Vilharigues                                                                                     | Vouzela                     | 40° 43′ 21″ N, 8° 06′ 32″ O  |        |
| Associação Humanitária de Bombeiros Voluntários do Concelho de Penedono                                            | 14 de outubro de 1971   | Penedono e Granja                                                                                                  | Penedono                    | 40° 59′ 10″ N, 7° 23′ 40″ O  |        |
| Associação Humanitária dos Bombeiros Voluntários de Canas de Senhorim                                              | 12 de janeiro de 1931   | Canas de Senhorim                                                                                                  | Nelas                       | 40° 30′ 09″ N, 7° 54′ 11″ O  |        |
| Associação Humanitária dos Bombeiros Voluntários de Cinfães                                                        | 26 de novembro de 1970  | Cinfães | Cinfães                     | 41° 04′ 22″ N, 8° 05′ 21″ O  |        |
| Associação Humanitária dos Bombeiros Voluntários de Farejinhas                                                     | 5 de janeiro de 1930    | Castro Daire | Castro Daire                | 40° 54′ 29″ N, 7° 54′ 00″ O  |        |
| Associação Humanitária dos Bombeiros Voluntários de Lamego                                                         | 22 de julho de 1877     | Lamego (Almacave e Sé)                                                                                             | Lamego                      | 41° 05′ 50″ N, 7° 48′ 45″ O  |        |
| Associação Humanitária dos Bombeiros Voluntários de Mangualde                                                      | 30 de julho de 1929     | Mangualde, Mesquitela e Cunha Alta                                                                                 | Mangualde                   | 40° 36′ 39″ N, 7° 45′ 41″ O  |        |
| Associação Humanitária dos Bombeiros Voluntários de Mortágua                                                       | 27 de outubro de 1923   | Mortágua, Vale de Remígio, Cortegaça e Almaça                                                                      | Mortágua                    | 40° 23′ 57″ N, 8° 13′ 40″ O  |        |
| Associação Humanitária dos Bombeiros Voluntários de Nelas                                                          | 24 de junho de 1920     | Nelas | Nelas                       | 40° 31′ 50″ N, 7° 51′ 37″ O  |        |
| Associação Humanitária dos Bombeiros Voluntários de Nespereira                                                     | 9 de julho de 1973      | Nespereira | Cinfães                     | 41° 00′ 14″ N, 8° 10′ 52″ O  |        |
| Associação Humanitária dos Bombeiros Voluntários de Penalva do Castelo                                             | 1 de junho de 1949      | Ínsua | Penalva do Castelo          | 40° 40′ 31″ N, 7° 41′ 53″ O  |        |
| Associação Humanitária dos Bombeiros Voluntários de Resende                                                        | 15 de março de 1950     | Resende | Resende                     | 41° 06′ 18″ N, 7° 57′ 37″ O  |        |
| Associação Humanitária dos Bombeiros Voluntários de Santa Comba Dão                                                | 6 de novembro de 1915   | Santa Comba Dão e Couto do Mosteiro                                                                                | Santa Comba Dão             | 40° 23′ 52″ N, 8° 07′ 58″ O  |        |
| Associação Humanitária dos Bombeiros Voluntários de Santa Cruz da Trapa                                            | 13 de maio de 1980      | Santa Cruz da Trapa e São Cristóvão de Lafões                                                                      | São Pedro do Sul            | 40° 46′ 29″ N, 8° 08′ 29″ O  |        |
| Associação Humanitária dos Bombeiros Voluntários do Concelho de Sátão                                              | 22 de outubro de 1977   | Sátão | Sátão                       | 40° 44′ 36″ N, 7° 44′ 02″ O  |        |
| Associação Humanitária dos Bombeiros Voluntários do Vale de Besteiros                                              | 27 de janeiro de 1978   | Campo de Besteiros                                                                                                 | Tondela                     | 40° 33′ 24″ N, 8° 08′ 01″ O  |        |
| Corpo de Bombeiros Municipais de Viseu                                                                             | 24 de julho de 1827     | Viseu | Viseu                       | 40° 39′ 34″ N, 7° 55′ 09″ O  |        |
| Corpo Voluntário de Salvação Pública de São Pedro do Sul                                                           | 2 de fevereiro de 1925  | Santa Cruz da Trapa e São Cristóvão de Lafões                                                                      | São Pedro do Sul            | 40° 45′ 35″ N, 8° 03′ 46″ O  |        |
| Associação Humanitária de Bombeiros Voluntários de Monção                                                          | 19 de março de 1900     | Monção e Troviscoso                                                                                                | Monção                      | 42° 04′ 35″ N, 8° 28′ 32″ O  |        |
| Associação Humanitária de Bombeiros Voluntários de Paredes de Coura                                                | 18 de agosto de 1926    | Paredes de Coura e Resende                                                                                         | Paredes de Coura            | 41° 54′ 37″ N, 8° 33′ 31″ O  |        |
| Associação Humanitária de Bombeiros Voluntários de Ponte da Barca                                                  | 2 de março de 1935      | Ponte da Barca, Vila Nova de Muía e Paço Vedro de Magalhães                                                        | Ponte da Barca              | 41° 48′ 18″ N, 8° 24′ 53″ O  |        |
| Associação Humanitária de Bombeiros Voluntários de Ponte de Lima                                                   | 25 de setembro de 1887  | Arca e Ponte de Lima                                                                                               | Ponte de Lima               | 41° 45′ 27″ N, 8° 34′ 59″ O  |        |
| Associação Humanitária de Bombeiros Voluntários de Valença                                                         | 27 de junho de 1919     | Valença, Cristelo Covo e Arão                                                                                      | Valença                     | 42° 01′ 30″ N, 8° 38′ 48″ O  |        |
| Associação Humanitária de Bombeiros Voluntários de Viana do Castelo                                                | 15 de maio de 1881      | Viana do Castelo (Santa Maria Maior e Monserrate) e Meadela                                                        | Viana do Castelo            | 41° 41′ 43″ N, 8° 49′ 45″ O  |        |
| Associação Humanitária de Bombeiros Voluntários de Vila Nova de Cerveira                                           | 3 de fevereiro de 1935  | Vila Nova de Cerveira e Lovelhe                                                                                    | Vila Nova de Cerveira       | 41° 56′ 51″ N, 8° 44′ 28″ O  |        |
| Associação Humanitária dos Bombeiros Voluntários de Arcos de Valdevez                                              | 5 de maio de 1889       | Arcos de Valdevez (São Paio) e Giela                                                                               | Arcos de Valdevez           | 41° 50′ 52″ N, 8° 25′ 12″ O  |        |
| Associação Humanitária dos Bombeiros Voluntários de Caminha                                                        | 4 de agosto de 1895     | Caminha (Matriz) e Vilarelho                                                                                       | Caminha                     | 41° 52′ 32″ N, 8° 50′ 24″ O  |        |
| Associação Humanitária dos Bombeiros Voluntários de Melgaço                                                        | 21 de março de 1927     | Vila e Roussas | Melgaço                     | 42° 06′ 45″ N, 8° 15′ 35″ O  |        |
| Associação Humanitária dos Bombeiros Voluntários de Vila Praia de Âncora                                           | 1 de janeiro de 1917    | Vila Praia de Âncora                                                                                               | Caminha                     | 41° 48′ 55″ N, 8° 51′ 54″ O  |        |
| Corpo de Bombeiros Municipais de Viana do Castelo                                                                  | 22 de março de 1780     | Viana do Castelo (Santa Maria Maior e Monserrate) e Meadela                                                        | Viana do Castelo            | 41° 42′ 18″ N, 8° 48′ 58″ O  |        |
| Associação Humanitária Bombeiros Voluntários de Riba de Ave                                                        | 2 de julho de 1950      | Riba de Ave | Vila Nova de Famalicão      | 41° 23′ 51″ N, 8° 23′ 20″ O  |        |
| Associação Humanitária de Bombeiros Voluntários Cabeceirenses                                                      | 20 de abril de 1949     | Cabeceiras de Basto                                                                                                | Cabeceiras de Basto         | 41° 30′ 50″ N, 7° 59′ 22″ O  |        |
| Associação Humanitária de Bombeiros Voluntários de Amares                                                          | 5 de agosto de 1909     | Amares e Figueiredo                                                                                                | Amares                      | 41° 37′ 37″ N, 8° 22′ 12″ O  |        |
| Associação Humanitária de Bombeiros Voluntários de Barcelos                                                        | 4 de agosto de 1883     | Barcelos, Vila Boa e Vila Frescainha (São Martinho e São Pedro)                                                    | Barcelos                    | 41° 31′ 57″ N, 8° 36′ 42″ O  |        |
| Associação Humanitária de Bombeiros Voluntários de Esposende                                                       | 6 de janeiro de 1891    | Esposende, Marinhas e Gandra                                                                                       | Esposende                   | 41° 32′ 02″ N, 8° 46′ 44″ O  |        |
| Associação Humanitária de Bombeiros Voluntários de Fafe                                                            | 19 de abril de 1890     | Fafe | Fafe                        | 41° 26′ 49″ N, 8° 10′ 33″ O  |        |
| Associação Humanitária de Bombeiros Voluntários de Póvoa de Lanhoso                                                | 5 de setembro de 1904   | Póvoa de Lanhoso                                                                                                   | Póvoa de Lanhoso            | 41° 34′ 46″ N, 8° 16′ 26″ O  |        |
| Associação Humanitária de Bombeiros Voluntários de Viatodos                                                        | 17 de dezembro de 1982  | Viatodos, Grimancelos, Minhotães e Monte de Fralães                                                                | Barcelos                    | 41° 26′ 51″ N, 8° 34′ 01″ O  |        |
| Associação Humanitária de Bombeiros Voluntários de Vieira do Minho                                                 | 12 de fevereiro de 1940 | Vieira do Minho | Vieira do Minho             | 41° 38′ 09″ N, 8° 09′ 17″ O  |        |
| Associação Humanitária de Bombeiros Voluntários de Vila Nova de Famalicão                                          | 16 de maio de 1890      | Vila Nova de Famalicão e Calendário                                                                                | Vila Nova de Famalicão      | 41° 24′ 05″ N, 8° 31′ 03″ O  |        |
| Associação Humanitária de Bombeiros Voluntários de Vila Verde                                                      | 20 de dezembro de 1913  | Vila Verde e Barbudo                                                                                               | Vila Verde                  | 41° 39′ 06″ N, 8° 26′ 21″ O  |        |
| Associação Humanitária de Bombeiros Voluntários Famalicenses                                                       | 29 de junho de 1927     | Vila Nova de Famalicão e Calendário                                                                                | Vila Nova de Famalicão      | 41° 24′ 40″ N, 8° 31′ 02″ O  |        |
| Associação Humanitária dos Bombeiros Voluntários Celoricenses                                                      | 15 de agosto de 1926    | Britelo, Gémeos e Ourilhe                                                                                          | Celorico de Basto           | 41° 23′ 11″ N, 8° 00′ 03″ O  |        |
| Associação Humanitária dos Bombeiros Voluntários de Terras de Bouro                                                | 25 de junho de 1985     | Moimenta | Terras de Bouro             | 41° 43′ 02″ N, 8° 18′ 35″ O  |        |
| Associação Humanitária e Beneficente de Bombeiros Voluntários de Braga                                             | 18 de março de 1877     | Braga (Maximinos, Sé e Cividade)                                                                                   | Braga                       | 41° 32′ 52″ N, 8° 25′ 42″ O  |        |
| Benemérita Associação Humanitária de Bombeiros Voluntários de Fão                                                  | 27 de dezembro de 1925  | Apúlia e Fão | Esposende                   | 41° 30′ 51″ N, 8° 46′ 20″ O  |        |
| Companhia de Bombeiros Sapadores de Braga                                                                          | 18 de agosto de 1926    | Real, Dume e Semelhe                                                                                               | Braga                       | 41° 34′ 07″ N, 8° 25′ 39″ O  |        |
| Corpo de Bombeiros Privativos da Fábrica Têxtil Riopele, S.A.                                                      | 17 de setembro de 1972  | Pousada de Saramagos                                                                                               | Vila Nova de Famalicão      | 41° 25′ 41″ N, 8° 25′ 43″ O  |        |
| Corpo Voluntário de Salvação Pública Barcelinense - Associação Humanitária de Bombeiros Voluntários de Barcelinhos | 24 de junho de 1921     | Barcelinhos | Barcelos                    | 41° 31′ 14″ N, 8° 37′ 29″ O  |        |
| Real Associação Humanitária de Bombeiros Voluntários de Vizela                                                     | 8 de maio de 1877       | Caldas de Vizela (São Miguel e São João)                                                                           | Vizela                      | 41° 22′ 34″ N, 8° 18′ 43″ O  |        |
| Associação Humanitária de Bombeiros Voluntários de Melres                                                          | 24 de novembro de 1981  | Melres e Medas | Gondomar                    | 41° 03′ 32″ N, 8° 23′ 52″ O  |        |
| Associação Humanitária de Bombeiros Voluntários da Areosa - Rio Tinto                                              | 12 de setembro de 1922  | Rio Tinto | Gondomar                    | 41° 10′ 50″ N, 8° 33′ 48″ O  |        |
| Associação Humanitária de Bombeiros Voluntários de Amarante                                                        | 16 de março de 1921     | Amarante (São Gonçalo), Madalena, Cepelos e Gatão                                                                  | Amarante                    | 41° 16′ 21″ N, 8° 04′ 51″ O  |        |
| Associação Humanitária de Bombeiros Voluntários de Baião                                                           | 8 de outubro de 1962    | Campelo e Ovil | Baião                       | 41° 09′ 35″ N, 8° 02′ 17″ O  |        |
| Associação Humanitária de Bombeiros Voluntários de Cête                                                            | 18 de abril de 1925     | Cete | Paredes                     | 41° 10′ 19″ N, 8° 21′ 31″ O  |        |
| Associação Humanitária de Bombeiros Voluntários de Coimbrões                                                       | 20 de maio de 1906      | Santa Marinha e São Pedro da Afurada                                                                               | Vila Nova de Gaia           | 41° 07′ 36″ N, 8° 37′ 45″ O  |        |
| Associação Humanitária de Bombeiros Voluntários de Entre-os-Rios                                                   | 16 de março de 1923     | Eja | Penafiel                    | 41° 05′ 22″ N, 8° 17′ 24″ O  |        |
| Associação Humanitária de Bombeiros Voluntários de Gondomar                                                        | 15 de setembro de 1913  | Gondomar (São Cosme), Valbom e Jovim                                                                               | Gondomar                    | 41° 08′ 33″ N, 8° 32′ 00″ O  |        |
| Associação Humanitária de Bombeiros Voluntários de Leça do Balio                                                   | 20 de setembro de 1931  | Custóias, Leça do Balio e Guifões                                                                                  | Matosinhos                  | 41° 12′ 42″ N, 8° 37′ 58″ O  |        |
| Associação Humanitária de Bombeiros Voluntários de Lousada                                                         | 13 de junho de 1926     | Cristelos, Boim e Ordem                                                                                            | Lousada                     | 41° 16′ 34″ N, 8° 16′ 59″ O  |        |
| Associação Humanitária de Bombeiros Voluntários de Marco de Canaveses                                              | 20 de janeiro de 1924   | Marco | Marco de Canaveses          | 41° 11′ 24″ N, 8° 08′ 43″ O  |        |
| Associação Humanitária de Bombeiros Voluntários de Moreira da Maia                                                 | 6 de fevereiro de 1926  | Moreira | Maia                        | 41° 14′ 52″ N, 8° 39′ 48″ O  |        |
| Associação Humanitária de Bombeiros Voluntários de Penafiel                                                        | 6 de julho de 1881      | Penafiel | Penafiel                    | 41° 12′ 28″ N, 8° 16′ 53″ O  |        |
| Associação Humanitária de Bombeiros Voluntários de Santa Marinha do Zêzere                                         | 20 de outubro de 1988   | Santa Marinha do Zêzere                                                                                            | Baião                       | 41° 08′ 44″ N, 7° 56′ 59″ O  |        |
| Associação Humanitária de Bombeiros Voluntários de Santo Tirso                                                     | 15 de julho de 1878     | Santo Tirso, Couto (Santa Cristina e São Miguel) e Burgães                                                         | Santo Tirso                 | 41° 20′ 23″ N, 8° 29′ 10″ O  |        |
| Associação Humanitária de Bombeiros Voluntários de São Mamede de Infesta                                           | 18 de fevereiro de 1918 | São Mamede de Infesta e Senhora da Hora                                                                            | Matosinhos                  | 41° 11′ 27″ N, 8° 36′ 33″ O  |        |
| Associação Humanitária de Bombeiros Voluntários de Valbom                                                          | 3 de outubro de 1927    | Gondomar (São Cosme), Valbom e Jovim                                                                               | Gondomar                    | 41° 08′ 24″ N, 8° 33′ 51″ O  |        |
| Associação Humanitária de Bombeiros Voluntários de Vila Meã                                                        | 16 de abril de 1981     | Vila Meã | Amarante                    | 41° 14′ 52″ N, 8° 11′ 29″ O  |        |
| Associação Humanitária de Matosinhos e Leça da Palmeira (Bombeiros Voluntários)                                    | 27 de julho de 1852     | Matosinhos e Leça da Palmeira                                                                                      | Matosinhos                  | 41° 11′ 21″ N, 8° 41′ 50″ O  |        |
| Associação Humanitária dos Bombeiros Voluntários da Aguda                                                          | 29 de março de 1925     | Arcozelo | Vila Nova de Gaia           | 41° 03′ 00″ N, 8° 39′ 13″ O  |        |
| Associação Humanitária dos Bombeiros Voluntários da Rebordosa                                                      | 17 de janeiro de 1978   | Rebordosa | Paredes                     | 41° 13′ 03″ N, 8° 24′ 46″ O  |        |
| Associação Humanitária dos Bombeiros Voluntários da Trofa                                                          | 30 de setembro de 1976  | Bougado (São Martinho e Santiago)                                                                                  | Trofa                       | 41° 20′ 28″ N, 8° 33′ 26″ O  |        |
| Associação Humanitária dos Bombeiros Voluntários de Avintes                                                        | 20 de agosto de 1931    | Avintes | Vila Nova de Gaia           | 41° 06′ 49″ N, 8° 33′ 40″ O  |        |
| Associação Humanitária dos Bombeiros Voluntários de Baltar                                                         | 10 de fevereiro de 1928 | Baltar | Paredes                     | 41° 11′ 28″ N, 8° 23′ 08″ O  |        |
| Associação Humanitária dos Bombeiros Voluntários de Carvalhos                                                      | 17 de abril de 1911     | Carvalhosa | Paços de Ferreira           | 41° 04′ 21″ N, 8° 34′ 42″ O  |        |
| Associação Humanitária dos Bombeiros Voluntários de Crestuma                                                       | 20 de fevereiro de 1995 | Sandim, Olival, Lever e Crestuma                                                                                   | Vila Nova de Gaia           | 41° 03′ 18″ N, 8° 30′ 58″ O  |        |
| Associação Humanitária dos Bombeiros Voluntários de Ermesinde                                                      | 20 de junho de 1921     | Ermesinde | Valongo                     | 41° 13′ 03″ N, 8° 33′ 00″ O  |        |
| Associação Humanitária dos Bombeiros Voluntários de Felgueiras                                                     | 21 de novembro de 1898  | Margaride (Santa Eulália), Várzea, Lagares, Varziela e Moure                                                       | Felgueiras                  | 41° 22′ 05″ N, 8° 11′ 48″ O  |        |
| Associação Humanitária dos Bombeiros Voluntários de Freamunde                                                      | 12 de julho de 1930     | Freamunde | Paços de Ferreira           | 41° 17′ 11″ N, 8° 20′ 40″ O  |        |
| Associação Humanitária de Bombeiros Voluntários de Leixões                                                         | 20 de março de 1931     | Matosinhos e Leça da Palmeira                                                                                      | Matosinhos                  | 41° 11′ 08″ N, 8° 40′ 40″ O  |        |
| Associação Humanitária dos Bombeiros Voluntários da Lixa                                                           | 12 de setembro de 1889  | Vila Cova da Lixa e Borba de Godim                                                                                 | Felgueiras                  | 41° 19′ 41″ N, 8° 09′ 01″ O  |        |
| Associação Humanitária dos Bombeiros Voluntários de Lordelo                                                        | 11 de maio de 1970      | Lordelo | Paredes                     | 41° 14′ 01″ N, 8° 24′ 55″ O  |        |
| Associação Humanitária dos Bombeiros Voluntários de Paço de Sousa                                                  | 29 de junho de 1938     | Paço de Sousa | Penafiel                    | 41° 10′ 03″ N, 8° 20′ 47″ O  |        |
| Associação Humanitária dos Bombeiros Voluntários de Paços de Ferreira                                              | 29 de junho de 1931     | Paços de Ferreira                                                                                                  | Paços de Ferreira           | 41° 16′ 44″ N, 8° 22′ 42″ O  |        |
| Associação Humanitária dos Bombeiros Voluntários de Paredes                                                        | 1 de junho de 1884      | Paredes | Paredes                     | 41° 12′ 22″ N, 8° 20′ 17″ O  |        |
| Associação Humanitária dos Bombeiros Voluntários de Pedrouços                                                      | 30 de dezembro de 1981  | Pedrouços | Maia                        | 41° 11′ 10″ N, 8° 35′ 19″ O  |        |
| Associação Humanitária dos Bombeiros Voluntários de Valadares                                                      | 6 de dezembro de 1914   | Gulpilhares e Valadares                                                                                            | Vila Nova de Gaia           | 41° 05′ 43″ N, 8° 38′ 13″ O  |        |
| Associação Humanitária dos Bombeiros Voluntários de Valongo                                                        | 15 de abril de 1893     | Valongo | Valongo                     | 41° 11′ 25″ N, 8° 29′ 54″ O  |        |
| Associação Humanitária dos Bombeiros Voluntários de Vila das Aves                                                  | 2 de julho de 1977      | Aves | Santo Tirso                 | 41° 21′ 45″ N, 8° 24′ 26″ O  |        |
| Associação Humanitária dos Bombeiros Voluntários de Vila do Conde                                                  | 31 de maio de 1912      | Vila do Conde | Vila do Conde               | 41° 21′ 57″ N, 8° 44′ 24″ O  |        |
| Associação Humanitária dos Bombeiros Voluntários Portuenses                                                        | 9 de abril de 1924      | Ramalde | Porto                       | 41° 10′ 16″ N, 8° 38′ 29″ O  |        |
| Associação Humanitária dos Bombeiros Voluntários Tirsenses                                                         | 31 de dezembro de 1929  | Santo Tirso, Couto (Santa Cristina e São Miguel) e Burgães                                                         | Santo Tirso                 | 41° 20′ 30″ N, 8° 28′ 38″ O  |        |
| Associação Humanitária e Cultural de Bombeiros Voluntários de São Pedro da Cova                                    | 28 de junho de 1978     | Fânzeres e São Pedro da Cova                                                                                       | Gondomar                    | 41° 09′ 09″ N, 8° 30′ 38″ O  |        |
| Regimento de Sapadores Bombeiros do Porto                                                                          | 29 de janeiro de 1728   | Cedofeita, Santo Ildefonso, Sé, Miragaia, São Nicolau e Vitória                                                    | Porto                       | 41° 09′ 48″ N, 8° 36′ 53″ O  |        |
| Batalhão de Bombeiros Sapadores de Vila Nova de Gaia                                                               | 4 de maio de 1839       | Mafamude e Vilar do Paraíso                                                                                        | Vila Nova de Gaia           | 41° 07′ 02″ N, 8° 35′ 45″ O  |        |
| Corpo de Bombeiros Privativos da Efacec                                                                            | 2 de abril de 1970      | Custóias, Leça do Balio e Guifões                                                                                  | Matosinhos                  | 41° 11′ 51″ N, 8° 37′ 41″ O  |        |
| Corpo de Bombeiros Privativos do Hotel Crowne Plaza Porto                                                          | 17 de dezembro de 1986  | Ramalde | Porto                       | 41° 09′ 37″ N, 8° 38′ 26″ O  |        |
| Real Associação Humanitária dos Bombeiros Voluntários da Póvoa de Varzim                                           | 1 de outubro de 1877    | Póvoa de Varzim, Beiriz e Argivai                                                                                  | Póvoa de Varzim             | 41° 22′ 50″ N, 8° 45′ 44″ O  |        |

∑ 467 items.